# 冷暖人間
《冷暖人間》是TBS電視台於1990年起分季製作的日本電視劇，2011年播完第十季，播出長達20年，後續以特別篇形式播映。

## 概要
本劇正式的全名是《橋田壽賀子連續劇：冷暖人間》，在日本被簡稱為「渡鬼」，描述岡倉夫婦與五個女兒平日生活的點點滴滴。
本劇在日本的家庭主婦間相當受到歡迎，算是一部家庭連續劇。日本有一個俗諺是「人世間並沒有鬼」（渡る世間に鬼はなし，意思是世上並非每個人都是壞人，總是有親切的好人存在的）。而這部戲橋田壽賀子卻以「人世間到處都是鬼」（渡る世間は鬼ばかり，意思是世界上到處都是壞人）做標題，因此在日本的社會上有很高的共鳴度。
本來只有推出第一季，後來大受好評，開始陸續演出第二季、第三季，在第四季時演出岡倉節子的演員山岡久乃辭演，不久後罹癌過世，後來第七季時演出岡倉大吉的演員藤岡琢也辭演，不久後因病過世；由於演出集數越多，演員的身體也不如1990年開演時硬朗，因此才決定於第十季時，趁著演員們還能演出，以戲中第三代小真的婚禮收尾，不再推出第十一季。
不過第十季之後，作者還是於2012年、2013年、2015、2016、2017年推出特別篇；由於2014年演出岡倉大吉的演員宇津井健過世，至2015年時，劇情轉為大吉往生後，岡倉家族五個女兒們的故事；由於2018年演出小島希美的演員赤木春惠過世，2019年演出希美往生後大家的故事。
橋田壽賀子曾構思要再推出1集特別篇，預定在敬老節前上映，但2021年，本劇作者橋田壽賀子治療急性淋巴瘤，4月往生，本劇從此畫下句點。

## 岡倉大吉、節子夫婦及五個女兒的命名與生日
岡倉大吉、節子夫婦以月份為女兒命名，名字為節子所取，預定若生下男孩則命名為岡倉大志 ，但生了五個都是女兒，未生出男孩。
- 大吉（父親）

6月20日（第9季之前）
12月14日（第10季）生日
- 節子（母親）

9月生日
- 彌生（長女）

3月27日出生，3月又稱為彌生
- 五月（次女）

5月29日出生，5月又稱為皋月
- 文子（三女）

7月18日出生，7月又稱為文月
- 葉子（四女）

8月11日出生，8月又稱為葉月
- 長子（么女）

9月15日出生，9月又稱為長月

## 劇情
本劇的劇情以岡倉大吉、節子夫婦與五個女兒、女婿各自的家庭為主，將生活上的點點滴滴進行呈現。夫妻、子女、母子婆媳間相處以及工作的問題，是每個家庭都無法逃避，也是本劇中不斷上演的戲碼。在這六個家庭的故事中，夫妻、婆媳間，關係常常是臨深履薄，但最後總是能和好或體諒，道盡每個家庭的冷暖，雖然劇情充滿喜怒哀樂，但所描述的卻是一般家庭或多或少、無可避免的問題，十分寫實。
 大吉、節子夫婦的相關劇情  

大吉、節子夫婦的部份包括大吉退休學廚藝、大吉考執照當廚師、岡倉家改為料理店、節子過世、大吉是否續絃一直到大吉過世。期間穿插岡倉家業繼承以及店員文平、阿勉、多紀、壯太與貴子的劇情。
主要的劇情著墨在與各家庭的生活點滴以及父母親與女兒們的互動，當女兒們面臨問題與挑戰時，如何給予適當的幫助。以及由於妻子過世，做為女兒的對於父親續弦的看法。大吉與節子為了女兒與外孫們的幸福，有時要與女兒的婆婆過招，為女兒們說出不敢說不能說的話而出氣撐腰。
劇中描述著珠子、大吉自幼父母雙亡，珠子長姊代母養育大吉長大成人念書上大學，並安排了大吉節子的婚事後，隻身嫁到夏威夷。珠子的丈夫往生後，留下巨額遺產，讓珠子在夏威夷生活。珠子有時候會從夏威夷回日本，猶如大吉的媽媽一般，會對大吉、節子夫婦帶來一些不同的觀念與指教。節子的好友青山多紀，受節子生前的拜託協助岡倉家/店務，成為岡倉店的女將，適時地代替過世的節子，扮演起老媽子的角色。
 長女彌生的相關劇情  

長女彌生與野田良夫婦育有一男一女，劇中阿良的母親阿花有時會出現，演出全劇中善良體貼的模範婆婆。婆婆、兒子、女兒甚至於後期出現的孫子與外孫，有時獨立有時同住。
劇中描述著彌生取得了護士資格，沒找個入贅女婿繼承岡倉家業，不顧大吉節子的反對下嫁給了身為次子的阿良，生下了明里與武志。劇情從彌生當護士、阿花中風、阿良調磐城、明里離家工作、彌生當餐廳經理、武志離家工作、明里和夫結婚、武志佐枝結婚、良武誕生、彌生當看護、勇氣誕生、彌生阿良開飯屋、明里和夫離婚、阿良當園藝家、彌生到幼兒園服務、武志佐枝離婚，一直到孫子們成長。
 次女五月的相關劇情  

次女五月與小島勇夫婦是戲劇的重心，場景以五月家的幸樂餐館為主，除了一男一女與公公婆婆外，家中還有兩位小姑久子與邦子的家人，故事常在公公婆婆、兒子女兒、小姑的家人們以及幸樂餐館與員工間環繞；婆媳之間的互動是五月家的重頭戲，扮演著逆來順受的媳婦五月熬成婆，故事十分精彩。
劇中描述著五月高中時不愛念書離家出走，走投無路下來到幸樂料理，被幸樂料理收留下成為了店員，最後嫁給了阿勇，每天在全年無休的幸樂料理忙碌著。劇情從幸吉往生、遺產分割、新店開張、邦子離婚、健治久子去美國、健治回國(久子離婚)、邦子再婚、希美去美國、久子回國、小愛阿誠結婚生子、健治久子復婚、小真貴子結婚生子、希美往生。
 三女文子的相關劇情  

三女文子與高橋亨夫婦的部份比較單純，家中成員只有婆婆年子與長子小望，婆婆、文子、阿亨與小望四個人各有各自不同的想法，一開始劇情以婆婆、文子與阿亨三人間的互動為主，中期改為文子、阿亨與小望三人間的互動為主，後期又加入了三人的友人們。特別的是文子大多扮演著職業婦女，在兼顧家庭與事業中找尋平衡點。
劇中描述著高學歷的文子，愛上了身為長子的阿亨，雙方在同一家公司工作，夫妻以獨立生活為前提，打拼著買下了自己的公寓，生下了獨生子小望。劇情從與年子同住、夫妻分居、夫妻復合、綠色食品店開張、年子得病、夫妻離婚（旅館開張、年子往生）、夫妻再婚、旅行社開張、小望搬至夏威夷、夫妻離婚、旅行社擴大營業、夫妻復婚一直延續下去。
 四女葉子的相關劇情  

四女葉子有著與山口太郎、竹原洋次、青山久光、宗方直之、大原透等戀情，葉子在理想、工作與愛情的天平上，常常以自己的喜好與理想為優先，不願意為了婚姻捨棄自己的想法。會不顧節子大吉夫婦的反對，與喜歡的男生在外同居，依自己的喜好選擇對象，故事描寫著現代職業婦女的生活。
與山口太郎間因為彼此的工作與家庭，雖未結為連理，但雙方卻一直是好朋友，葉子與太郎的母親政子的關係也一直密不可分，也是珠子最在意的姪女。
劇情從當珠子養女（搬往夏威夷）、與太郎同居交往（搬回日本）、當照明設計師（認識洋次）、與洋次結婚（搬往夏威夷）、與洋次離婚（搬回日本）、與太郎交往（建築設計師進修）、與太郎訂婚（建築設計師進修/搬往紐約+搬回日本）、與太郎分手（任建築設計師/太郎美智結婚）、與久光交往、認識直之、與直之訂婚、與直之結婚（直之罹癌）、認識阿透、與阿透結婚（與直之離婚）一直到生下雙胞胎。
 五女長子的相關劇情  

五女長子因為被遠山昌之撞傷，互相認識並結了婚，長子和昌之小遊父女三人合組家庭，不料昌之早逝，被昌之兄嫂逼出昌之家。
之後與昌之的醫生本間英作結婚，生下日向子。由於英作是本間家長男，而岡倉家業沒有其他女兒繼承，夫妻均有著繼承家業的問題，再加上常子為人強勢，長子本身也不是省油的燈，婆媳的過招是長子家的精彩戲碼。
故事從長子念大學、進銀行工作、與昌之結婚、昌之早逝（認識英作）、被趕出昌之家、進醫院工作、與英作結婚生子（搬往大阪）、當翻譯家（搬回東京）、節子往生（搬入岡倉）、由紀伸彥結婚生子、由紀伸彥離婚拆夥、當岡倉店員、本間醫院倒閉、照顧常子英作，一直到大吉往生後長子/日向子經營岡倉料理。

### 第1季
大吉與節子 

沒有子嗣的珠子，丈夫往生後留下大筆遺產，想把葉子接到夏威夷當自己的義女兼繼承人，大吉無法反對如母親照顧他的珠子，但節子對於大姑的要求十分反對。後來經歷風風雨雨，五個女兒都結婚嫁了出去，大吉節子還是沒能留下一個女兒繼承岡倉家業。
大吉從總公司退休後，從子公司董事轉任監事，實為閒閒沒事，工作上沒有成就。忙碌了一生，不再為妻子女兒依賴的大吉，也不想再奉承子公司的老闆，想依自己的興趣找點工作，欲辭了子公司的工作。
由於大吉常在多福小料理店用餐，老闆娘咲枝提議大吉學做料理，大吉遂請假學起廚藝，後因五月要幫久子家還債，大吉在未告知節子的情況下，從子公司辭職將500萬退休金給了五月，改到多福幫廚。此事造成節子與大吉大吵一架後離家出走，到了立花和歌家賣起和服。
彌生 

擁有護士資格的彌生嫁給阿良，隨著明里、武志成長念書，不甘心做一輩子家庭主婦，在一次的因緣際會下，去醫院做起護士。期間武志與明里行為偏差，造成阿良反對彌生工作，後來阿良、明里與武志，從彌生與患者坂口惠美的互動中，接受了彌生當護士的理想。
在野田家已經沒有人記得彌生的生日時，阿花年年都送來禮物，婆婆的心意讓彌生十分感動。後來阿花中風，身為長男長媳的阿良哥哥嫂嫂以工作為藉口，不願意照顧為野田家奉獻一生，行動不便無法言語的阿花。
身為次男的阿良常常想著被丟在養老院長褥瘡、身體退化的母親，又因自己沒有孝順母親的能力而十分難過。擔任護士的彌生不願意看到婆婆被丟在養老院，照顧患者佐伯冬的過程觸景生情，也希望讓家人從中一同學習分擔家務與孝順長輩等觀念，遂辭了護士將阿花接回家來照顧，最後阿花的身體的各個機能也漸漸好轉。
五月 

幸吉腦溢血送院，手術後阿勇五月被通知病情不樂觀，希美想請久子與邦子白天照看幸吉，兩姊妹以要照顧夫家為藉口，不願出力照顧幸吉。不久發生了二度腦溢血往生，希美、阿勇、邦子與久子為了12億的遺產─幸樂餐館爭執不休。
健治以為久子會繼承遺產，揮金如土進行投資而負債累累，離家出走不知去向，久子一家三口搬回小島家與五月一家四口常常產生糾紛，之後五月知道了健治行蹤一人去醫院探望健治，健治無顏見小島家的人遂離開了醫院，久子以為是五月把健治趕走產生了更多的誤會。最後健治白天在幸樂幫忙，晚上在橫濱的餐廳工作，兩邊賺錢打拼。
在大吉提早退休，用500萬退休金還了健治的部份債務後，久子被感動，也由健治的事情發現金錢是如何迷惑人心，再加上希美為此傷心流淚，久子與邦子終於放棄繼承權，由阿勇與希美各繼承一半遺產。希美阿勇利用幸樂與小島家進行抵押，支付健治的債務與遺產稅。後來考量幸樂餐館建物老舊，希美決心進行改建計畫，由建設公司出資、小島家出地，將小島家改建新大樓，小島家的店面與住家進行裝修。
文子 

文子與阿亨以獨立生活為前題結婚，在外貸款夫妻工作買房子打拼，不過年子對於文子頗有成見，婆媳對小望的教育常有不同的想法。
由於夫妻都在上班，小望乏人照顧，文子百般不願，但一家三口還是搬到了年子家去住。小望在與年子同住下壓力過大導致生病，而且文子與年子相處不悅，夾在中間的阿亨與十波菜穗搞起了婚外情，文子小望遂搬出年子家，搬到岡倉家。
文子在事業上不順被降職，就在此時又懷了阿亨的孩子，萬念俱灰下辭職；此時阿亨也提出兩人復合的要求，三人又分別搬出年子家與岡倉家，文子當起家庭主婦，重新小家庭生活。年子在認識政子後，放下與兒孫同住的想法，規劃起自己的生活。
葉子 

葉子在夏威夷時認識了山口太郎，由於太郎的伯父過世，家業落到山口太郎的父親身上，太郎要繼承山口家的家業回到日本，葉子也一同回來。
葉子與太郎相處了一陣子後，葉子失去了對太郎的熱情。當太郎對葉子提出結婚的打算時，發生許許多多的插曲，最後葉子拒絕了這場婚事，太郎遂接受了母親政子的要求娶了富家千金，婚後夫妻生活十分不愉快。
同時葉子也認識了洋次，並愛上洋次與之訂婚，之後結婚。結婚時葉子的婆婆為了兒子要搬入岡倉家表示異議，婚後葉子夫妻與大吉節子夫婦對於是否同住有著不同的想法。後來兩人受到珠子姑姑的好意，搬到夏威夷去同住。
長子 

念女子大學的長子，作為岡倉家的繼承人，在網球的場合認識了文太與龍一，大吉對於長子的交往對象進行了過濾，要求長子不得與長男結婚，要招個入贅女婿繼承岡倉家業。
長子大學畢業後，在工作與愛情上跌跌撞撞，由於一場交通意外中，為遠山昌之所撞發生車禍，受到昌之的照顧產生了好印象，想介紹好友小堇與昌之結為連理，不料長子的男友龍一與好友小堇結為連理後，長子忍著淚水祝福二人。
雖然昌之前妻過世並育有一女小遊，但長子卻不顧父母的反對，執意嫁給昌之，兩人相愛並結為連理。

### 第2季
（該季時間定義在第一季結束後的2年）
大吉與節子 

葉子與長子的婚姻不順利，分別面臨離婚與喪偶，大吉節子獨自生活兩年後，又回復照顧女兒、為孩子的婚姻心煩的日子。孤苦無依的小遊在岡倉家過暑假，大吉節子決定收養小遊，夫婦視如己出。後來長子、葉子各自有了對象而且小遊被綾子・治茂家收養，夫妻又回到獨自的生活。
大吉準備參加廚師資格考試，以及考慮未來開自己的店，但是節子擔心事業會失敗而不贊成，首次考試失敗，再次努力後考試通過。珠子關心大吉，為之選定經營的店面；珠子、大吉與葉子擅自作主下，節子十分不悅離家出走。
咲枝住院了，由於文太負債累累，塚田家急賣「多福」抵債，大吉失去了廚師的工作。葉子見大吉失業後悶悶不樂，拜託太郎及政子提供場地開設料理店，開店後節子也到店裡幫忙，成為老闆娘。
彌生 

野田家有著阿花、彌生夫婦與明里武志五人，一起住在一起過了兩年多，阿花在彌生的照顧下身體復原得很不錯，婆媳間處得很融洽。
阿良調任磐城，但彌生還要照顧婆婆與孩子，阿良只能單身赴任。由於阿花可以獨自在家生活起居，兒女丈夫都有著自己的生活，彌生又興起出外工作的念頭，在阿花婆婆的支持下，彌生擔任西餐廳的服務生，野田家適應著新的生活模式。
明里不想當家庭主婦，跑去當演員，阿良堅決反對。明里離家不與家人聯絡，但卻只是演出情色節目，演出後覺得無法接受而放棄當演員，搬去跟阿良同住。
五月 

兩年時間過去，幸樂家由木造二樓平房改為鋼筋水泥大樓，一二樓為幸樂所有，三樓以上歸合作建商所有，多出租為辦公室。二樓的部份為阿勇家與久子家(後為邦子等人使用)，一樓為幸樂餐廳與邦子的化妝店(後為久子經營)。希美決定與阿勇家與久子家同住，五月開始了與婆婆小姑共處的生活，為了幸樂家的店面住家搬遷改建，小島家跟銀行借了大筆貸款，又開始了辛苦工作還貸款的日子。
希美由於為了考量對孫兒們平等，不斷縱容久子及其一對子女小登及加奈，對五月與小愛、小真造成不小的困擾與壓力，因此造成對立與衝突，歷經不少的問題。希美鑑於小愛考上私立女中引來加奈的不滿，堅決反對小愛考上私立女中，小愛由於希美的反對，私立女中考試的補習未能順利補完就停止了，但是私立女中的考試卻意外通過了，為此五月小愛希美與節子四人產生了不愉快，五月為了小愛的未來，斷然把小愛送到岡倉家暫住。
希美突然膽結石病發，需要做手術，小愛不顧升學前往照顧，反而久子一家對希美的情況完全不聞不問，小愛的所為感動了希美，希美於是同意小愛考取私立女中。由於希美出資給久子一家前往夏威夷旅遊，而小愛又要為升學溫習，煩悶的小真於是在暑假中到幸樂幫忙。
久子健治夫婦間也有不少矛盾，眼見希美偏袒久子欺負五月，健治不時出言相助五月被久子以為健治與五月有染，二人又為了子女的教育問題出現爭執，久子把健治趕出家門，未幾因為久子買假貨要賠錢，健治對自己又不離不棄，於是把健治接回家，並改變態度。
邦子浩介夫婦由於浩介大哥突然過世，一家四口為繼承小川家木材店搬去與浩介母親同住，最後木材店倒閉了，也因此產生了婆婆的照顧問題。邦子與婆婆相處的十分不愉快，三天兩頭希美訴苦。
文子 

搬回到公寓兩年間，文子流產後全心全意照顧著家庭與孩子，讓孩子念上了一流小學；婆婆醉心於人偶製作的日子，習慣著獨居的日子。由於阿亨不滿意自己的工作，從公司辭職，將公寓賣掉開了有機食品店，並搬回婆婆家。
雖然文子曾對此非常不滿，但在大吉夫婦勸說下，文子接受阿亨的安排。婆婆年子雖然嘴巴上說不會管文子阿亨的事情，但身為婆婆總是忍不住嘮叨了起來，文子對婆婆與丈夫十分不能接受而離開高橋家。
但由於有機食品店阿亨忙不過來，文子還是回到高橋家當起老闆娘，並改善與婆婆的相處。
葉子 

葉子在夏威夷住了兩年，由於丈夫洋次為了取得美國居留權，離婚改娶美國人。葉子十分傷心，離婚後回到了岡倉家，開始找起工作來。
工作一陣子的葉子，打算應珠子的邀約回夏威夷而於工程完工時辭職，過去放棄與葉子結婚的太郎正好也離婚，兩人再次的相遇更尊重與珍惜起彼此，太郎對葉子想工作與取得設計師資格的事，表示理解與支持，葉子雖然忙於工作，也同意了與太郎的訂婚。
政子對於過去反對兩人的婚姻表示後悔，希望葉子與太郎能娶葉子，葉子也答應與太郎結婚。為了令葉子能與太郎結婚，政子主動提出提供場地，出資裝修供大吉經營料理店。太郎支持葉子進修建築師，於是葉子前往紐約進修了。
長子 

長子夫婦過了兩年幸福的日子，不料昌之在工作途中突然腦出血過世，主治醫生英作為了把握搶救黃金時效，未經家屬同意逕行開刀。長子對此十分不能理解，執意要告英作。
在昌之往生後，昌之的兄嫂孝男夫婦貪圖遺產，鳩佔鵲巢的就自己搬進了昌之家，迫長子放棄昌之贈送的名貴衣物皮包、財產繼承權與小遊監護權，令小遊一人獨自繼承所有財產，再以小遊監護人的名義動用，長子被逼出昌之家，開始找工作。
英作為了昌之的手術前來與長子說明，長子原諒了英作並接受英作的好意到醫院當院長秘書。昌之的兄嫂接手昌之遺產才發現，昌之公司債務累累，昌之死後公司無法經營，遺產全數抵債，孝男夫婦把小遊帶到福島。在福島，小遊受盡苛待，而且孝男夫婦以自己生活困難，欲將小遊送往孤兒院。小遊為了在進孤兒院前見長子一面，獨自一人從福島來到東京，長子為了不給小遊進孤兒院，竟向姐姐們借錢到外面租屋住，大吉與節子知道了遂收留小遊在暑假中住一段日子，給大家嘗試適應，在這段時間，節子被小遊所感動，主動提出收養小遊。
英作欲追求長子，但長子並未同意，英作遂接受母親常子的安排，準備與院長女兒結婚。孝男突然提出由小遊的阿姨收養小遊，為此大吉夫婦與長子以遊客的身份造訪小遊阿姨在雲仙所開的旅館，事後小遊的阿姨與姨丈來訪，由於小遊的阿姨酷似小遊生母，小遊對阿姨產生了情感，不想影響養母長子的幸福，且阿姨與姨丈擁有巨額財產但卻沒有繼承人，而願意成為田村家養女。岡倉家中，除了節子與長子二人，幾乎全家也認為應該放棄小遊，長子再三考慮下為了小遊的未來，讓小遊改由阿姨收養。
英作由於長子的追求者有其他已經懷孕的女友，遂為了長子打了對方一架，長子於是同意英作的求婚。常子由於英作追求自己真愛的舉動很有男子氣概，且對於院長家與院長女兒的作為不悅，遂同意了兩人的婚事。也因此英作長子離開了大學附屬醫院的工作，回到大阪。

### 第3季
（第3季時間定義在第2季結束後的1年左右）
大吉與節子

岡倉小料理店開得很順利，大吉節子夫婦一同打拼，不料太郎家的財務不佳要賣出店面。買店面費用約需要5000萬，大吉亦不願接受太郎家的幫忙，只好將店關起來。葉子提出設計將岡倉家改裝為料理店，改裝期間大吉節子暫住到幸樂二樓，並協助幸樂店務十日，由於一茂邦子可能要搬回來，大吉節子計畫搬到彌生或長子家，結束短暫孝順雙親的日子時，五月依依不捨淚眼盈眶。
分別由於明里的婚事與常子的不悅，彌生與長子各自拒絕了大吉節子的居住要求，將兩人趕了出去，大吉節子流落到公園怨嘆。後來兩人到了年子家表示關心，了解到文子照顧年子的不易，大吉節子協助起年子家家務。不久，岡倉家改建完成，開張後一開始店的生意不甚理想，經過一番宣傳與努力後，才達到預期的規模。
珠子第一個外姪孫女明里結婚，為此特地從夏威夷回日本，並對大吉節子年老還要忙著工作一事表示心疼，對於姪女們的變化表示關心。
彌生 

阿良被分配到子公司，由於不喜歡新工作，打算辭職，編織起開梨園的夢想。在彌生的反對，考量現實的情況下依然搬回東京工作。後來公司遇到了危機，大幅度的改組下，由於公司的人事調整，為拯救公司被委以重任升任了公司董事。
滿枝有3個兒女1個婆婆，婆婆梨樹臥病在床，滿枝忙著務農與照顧梨樹。長子與長女住到東京，只有和夫留在身旁幫忙務農。明里與阿良在磐城認識了和夫，阿良回東京後，明里在秋葉家務農與照顧梨樹，最後論及婚嫁，雖然彌生反對這樁婚事，但明里和夫還是結婚了。
就讀高中的武志，發現自己對念書沒興建，自己辦了休學跑去修車，由於大學入學考將近，武志不再欺騙父母說出自己想成為修車工。彌生面對兒女們不顧父母的忠告，自顧自地任意妄為而離家不歸。
五月 

久子搬出小島家後，浩介與母親同住，邦子帶著小隆與美加搬入小島家，與五月夫婦同住。對小隆美加的課業十分要求的邦子，靠著在酒店上班賺錢，在工作的過程中認識了有婦之夫一茂，一茂原本預定與自己的伸子離婚，再與邦子結婚。不料一茂被驗出胃癌末期，邦子十分心疼，決定在剩下的日子裡陪伴著一茂。
幸樂店來了個白吃白喝的顧客明子，五月同情而收留了她在幸樂上班，周平對明子動了心，但明子心中另有對象。漫畫家兼魔術師的圭吾到幸樂用餐，考慮到家裡的小孩沒有個大哥照顧他們，五月以遠親的名義讓圭吾與幸樂的人們往來，周平覺得圭吾不單純，最後發現圭吾與明子隱瞞的身分...
念高中的小愛參加了排球隊，集訓合宿前接到了騷擾電話，阿勇查到小愛的情書，因擔心而不讓小愛參加集訓。難過的小愛離家出走搬到岡倉家，惡作劇的同學們道歉，說明是身為候補球員欲讓小愛不能集訓，以取得正式球員位子才出了此計。
同時小隆與小真一同參加中學考試，小隆沒有考上，想不到準備了沒多久，沒想念私立中學的小真卻考上了，讓大家跌破眼鏡。
文子 

發現奶奶年子有些不正常後，小望告訴了文子；由於年子不正常的情況持續下去，被警察送回家，文子告訴了阿亨；起先不認為年子有問題，但是一次次的是事件讓阿亨也不得不帶年子去英作的醫院看病，才知道年子得了老年癡呆症，後來交由文子一人照顧年子，阿亨負責店面。
由於年子失憶，把文子當成外人推下陽台，文子腦震盪失去照顧年子的信心，年子被送去醫院看護。由於年子在醫院會亂跑打人，院方出於無奈只好將她綁在床上，阿亨夫婦不捨得年子，兩人還是自己照顧，還要顧好有機食品店。
一開始由文子照顧年子，阿亨照顧食品店，導致文子很辛苦身心俱疲；後來變成由阿亨照顧年子，文子照顧食品店，阿亨無法負荷欲與文子離婚。最後珠子出了主意，由夫妻兩人輪流照顧年子，雙方終於可以在照顧老人的壓力中取得平衡。
葉子 

訂婚後的葉子，不顧健康努力準備著一級建築師考試，與政子期望葉子太郎快點結婚的意願相左。在葉子準備考試期間，傳來泡沫經濟下太郎家事業上失利的消息，大吉節子為葉子擔心起來，葉子卻毫不在乎。
葉子考完試的當天，政子提出對葉子的表現不滿意，欲結束葉子太郎的婚約。太郎告訴葉子與大吉節子夫婦實情，泡沫經濟下太郎與美智為了兩家的事業，透過聯姻相互合作，太郎為了家業只能放棄葉子。
放榜當日葉子考上一級建築師，但同時太郎也要結婚，讓葉子決心把心思轉而放到工作上。太郎婚後保持著與葉子的友誼，政子登門請葉子自重，後來美智設法與葉子見面，表示瞭解葉子與太郎的關係，對兩人作為朋友一事表達理解。
長子 

為繼承本間醫院，在日向子出生後不久，長子英作與日向子離開了岡倉家，回到了本間家。後來由於英作想回到東京工作，常子不悅下將長子趕出本間家，英作也離開了常子，兩人搬到東京，英作回到附屬醫院上班。由於英作想做腦外科醫生、由紀想從事醫學研究，常子決心獨自經營本間醫院，將日向子交給長子後回到大阪。
長子打算自立，顧著翻譯工作，家事全交給大吉與節子。英作覺得長子不盡為人妻子、母親的責任而不悅，常常到幸樂飲酒澆愁。大吉、節子與常子都覺得不妥，英作一家在東京郊區租屋。長子與英作開始首次的小家庭生活，兩人分別忙於翻譯與醫院的工作，家務常交給英作，常子又常常跑到東京來看英作，婆媳夫妻間又產生了新的互動。
專心工作的長子，竟然意外懷孕了，原先長子不想生下這個孩子，眾人卻都希望長子生下這個孩子。當長子也改變心意，期待孩子出生時，卻意外流產了。

### 第4季
（第4季時間定義在第3季結束後的1年半）

大吉 

節子在五個女兒出資下，慶賀65歲生日赴美旅遊，途中因心肌梗塞客死他鄉，大吉與女兒們十分難過。在葉子與文子搬出岡倉家後，發生了大吉摔下樓梯的事件，眾人對大吉無人照料也十分耽憂，最後長子搬進了岡倉家。珠子回到了日本，才知道節子已經往生，珠子將節子生前的信件拿出，交給大吉與五姊妹分享節子的心聲。
由於五女兒各自成家，節子這時認識了多紀，兩人成為好朋友。出國前節子拜託多紀幫忙擔起家務與店務，多紀成為岡倉店員。由於多紀不尋常的行為及經常自稱以節子的想法自作主張，女兒們畏懼多紀的幫忙是另有所圖而懷有敵意，但隨著時間的過去誤會漸漸化解，女兒們了解到多紀對於岡倉家/店的不可或缺性。
有3個兒子的多紀，丈夫死後留下大量遺產，由於婆媳不和兒子與媳婦搬出後，多紀將房產賣掉拿走丈夫所有遺產獨自生活，不告知兒子們自己的行蹤。長男久光由於公司周轉不靈，跑來找多紀要錢，揚言上法院告母親，申請遺產特留分。多紀希望藉此讓久光成長，不願提供任何資金，為免久光來岡倉料理鬧事，多紀打算辭職，但岡倉料理缺了多紀經營困難，而被眾人慰留。最後久光的公司宣告破產，倒閉後去應徵找工作。
彌生 

佐枝的母親過世後，當木工的父親娶了繼室，繼母生下了兒女。父親愛喝酒不工作，繼母不做事，佐枝白天在糕餅店賺錢養家，回家後還要負擔全部家務。不堪繼母的苛待下，佐枝離家出走遇到了男朋友，在拉麵店工作賺錢；男朋友搞大了佐枝的肚子後，不想為佐枝的孩子負責，開始對佐枝拳打腳踢。萬念俱灰下佐枝準備自殺，此時關心佐枝的武志，由村上哲也主婚下與佐枝結婚，並收養肚子中的孩子。
彌生發現武志結婚前往阻止，武志不顧反對堅持與佐枝在一起，阿花希望彌生負起家庭主婦工作，也在同時離開了野田家；不久法式餐廳遇到瓶頸，彌生辭去了餐廳工作，在家庭事業上遇到挫折，彌生感到迷惘。後來武志去海外出差，將懷孕的佐枝託付彌生夫婦，期間彌生對佐枝十分嚴厲，由於佐枝的老實化解了婆媳的成見。佐枝產下男嬰，彌生陪同生產，武志也回到了日本。佐枝感恩阿良、彌生與武志，將孩子取名良武，阿花也回到東京看曾孫。
和夫欲從事水耕栽培，與滿枝意見相左，明里夾在中間有些為難，後來和夫學成後又苦無經費，幸賴多紀投資3000萬，實現了其理想。滿枝對此感到不滿，搬到東京與時枝一家同住，時枝來到梨園希望和夫將滿枝接回磐城，最後滿枝回到梨園。
彌生打算去做居家看護人員，不久後準備回大阪養老院的阿花，意外跌倒手骨折了。阿花在固定好手部後，打算直接回大阪，但是彌生停止去做居家看護，為了讓阿花康復，阿良彌生請阿花留下來讓子女盡孝。
五月 

邦子為了生計，找了許多工作碰壁，一度想揮霍後一家三口自殺，在五月鼓勵後回到幸樂。在擔任起重機操作員的時候遇到了野野下長太，兩人結婚後搬出了岡倉家，小隆與美加願意與繼父長太生活，但加津不願意與繼母邦子生活，加津願意與五月一起生活，五月決定收養加津。
久子嫌棄健治收入低兩人離婚，健治巧遇節子後產生了回國的打算，協助處理節子往生與回國的事務。希美對健治與久子離婚不悅，但由於阿勇受傷住院，健治受託擔任起幸樂廚師，後又因為幸樂拉麵店受商店街影響業績下降，健治等人利用晚上的時間經營便當生意，頗受好評增加業績。希美對經營便當生意表示反對，但受到邦子搬出小島家，且健治等人一走幸樂難以找到合適的人等因素，留下健治等人於晚上開設便當店。
小真見到健治的手藝後，對繼承幸樂一事提升了意願，跑到幸樂幫忙學藝。小隆也對經營餐館產生了興趣，嚷嚷著要到幸樂幫忙，希美很高興想讓小隆繼承，阿勇也同意讓小隆到店裡來幫忙，並表示店裡不需要小真幫忙。經歷了一周的幫忙後，小隆累倒生病了，才了解到經營幸樂不如想像中的輕鬆帥氣，放棄了繼承幸樂的想法，打算專心念書。五月了解到，這一切都在阿勇的掌握之中。
小真沉迷於網路，開始對自己的未來有了新想法，提出想要透過網路學習，不再到學校念書的想法。後來小真又開始唸書與補習，此時清夏的母親─長崎峰子來到幸樂興師問罪，指稱小真對清夏寫了曖昧的信件。小真表示自己對清夏示好卻被拒絕了，對方說覺得小真的家庭只是開著小飯館，小真因此打算奮發向上，未來做個白領階級，讓人刮目相看。
店裡人手不足，健治將聖子介紹到幸樂工作，在五月的提示下，聖子向希美獻殷勤，取得了希美的信任。由於被債主追債，聖子偷了幸樂的錢償還利息；周平發現了後，以自己急用為名償還了聖子偷走的錢。周平出資50萬還了聖子的債務以及積欠的房租水電費，兩人開始交往。後來兩人結為連理。
文子 

年子過世後，阿亨靠著巨額遺產跑到夏威夷去投資旅館，文子考慮小望的教育不願搬到夏威夷，兩人遂離婚。搬到岡倉家的文子與小望母子兩人，靠著自然食品店的收入為生，但由於販賣綠色食品的店家如雨後春筍增加，業績逐漸下滑下文子經營的很辛苦。
就讀一流大學附小的小望，結交了壞朋友，深夜不歸被抓到警局。因小望一行人勒索同學的錢玩樂，違法而被學校開除；一行人指證小望未參與勒索，讓小望可免於被開除，但小望表示不願獨自留著，自願轉入一般小學，校內傳言小望一同被開除了。後來小望沉迷於吉他，不顧文子反對離家參與老人院表演，回家後表示自己缺少吉他天賦，決定專心唸書，文子十分高興。
實現在夏威夷開旅館夢想的阿亨回國，透過好友宗方提供資金幫助文子，但仍拉不起自然食品店的業績。阿亨知道小望一行人勒索退學一事，與小望見面並說明自己是為了理想而不得以離開了小望。文子與阿亨再次見面，兩人言歸於好，將自然食品店結束營業，小望文子搬出了岡倉家，與阿亨在新家客廳兼辦起夏威夷旅館的辦事處。
葉子 

政子與太郎聽說了節子準備入土，來到了岡倉為節子致意，並關心起了葉子。葉子為免於思念母親，搬出了岡倉、專心於工作、經營事務所，由於接不到案子還要負擔房租，興起搬回岡倉家的念頭。
由於企業的經營不如預期，政子離開了合併的企業不再工作，美智的父母又需要照顧，遂搬來與太郎一家同住。政子感到與兒媳親家一起生活的不便，與葉子租了一個較大的公寓開始同住生活，並幫葉子介紹設計案；不習慣與岳父岳母同住的太郎，也常跑來用餐過夜，眾人對於政子、太郎與葉子的關係感到擔心。
珠子回到了日本，並帶來自己的律師─並木宗春，打算介紹給葉子作為相親對象，將葉子帶回夏威夷與宗春結婚。在慶祝完大吉七十大壽之後，珠子打算回到夏威夷，要宗春與葉子好好考慮彼此的事，此時葉子說出了自己的心聲。透過姐姐文子的介紹下，葉子認識了生命中另一個重要的男人─宗方直之。
長子 

神林清明身為附屬醫院研究所所長，偶然在場婚禮上遇見常子，兩人個性十分投緣。英作關心兩人的交往，常子則表示兩人已論及婚嫁打算結婚，還可以由清明的兒子守弘經營本間醫院，英作對此十分反對。
常子與清明知道大吉喪妻後，強忍悲痛經營著岡倉料理，於是找了營養師五十嵐打算推薦給大吉做為交往對象，長子知道後痛斥婆婆的行為，大吵後長子搬回岡倉家，不久英作一同搬入並退掉兩人租的房子。常子知道了英作、長子與大吉同住一事，與清明來到岡倉家欲讓英作搬出，兩人意見不合，清明則提出常子與英作母子尊重各自的抉擇，不要干涉對方的生活。
由紀與英作各自忙於腦科與醫學研究，均不繼承本間醫院，常子打算結束營運。不過由紀單戀的助教另謀他就後，停止了研究轉而主攻婦產醫學。同是婦產科醫院的本間醫院後繼有人，常子十分高興，遂離開了東京回到大阪，安排將醫院交由由紀繼承。

### 第5季
（第5季時間定義在第4季結束後的1年左右）

大吉 

出現在岡倉店的久光原本在印度畫畫，離婚並放棄孩子監護權後回到日本，在岡倉料理店裡辦起了畫展。由於畫展順利，畫作賣得很順利。心疼兒子的多紀，打算為兒子成立工作室，因而找上了葉子來設計，後來兩人論及婚嫁。
由於米飯店成立，阿勉思索起岡倉店兼賣飯糰的主意，省去煮米飯的時間，可以製作大量的飯糰，賣不出去的部分可以做為顧客的禮品。最後岡倉料理推出飯糰，也有了一定的顧客，增加了收入。
葉子久光取消婚約，政子來到岡倉指責多紀的不是，葉子離開了眾人，多紀覺得這是自己的錯誤，離開了岡倉料理。文子與長子為了岡倉料理的營運，到店裡替代多紀的工作，兩人累得人仰馬翻，正好葉子也回來了，眾人發現多紀對於岡倉料理的不可或缺，請多紀留了下來。
彌生 

阿良被委以要職組織改造，不滿安排的同事與阿良衝突，家中充滿騷擾恐嚇電話。完成組織調整後，阿良提出了辭呈，彌生不再工作陪伴阿良。
武志夫婦欲孝養父母奶奶，阿良夫婦想自食其力，思索著未來的事業，此時大吉建議米飯生意可做。阿良夫婦與阿良的同事夫婦們共八人，離開了原公司，在武志提供用車下，米飯店於彌生生日開張。
明里夾在和夫與滿枝之間，頗不能適應。懷孕後秋葉家務農無力照顧，在彌生阿良陪伴下住院產子，滿枝語多諷刺認為明里過於嬌生慣養。由於和夫放棄了之前堅持的水耕栽培，明里對此十分不能諒解，與勇氣回到了野田家。和夫決定與母親種梨，明里與和夫離婚。明里希望彌生幫忙照顧勇氣，彌生因此傷了腰，因此決定由明里繼續照顧勇氣。
五月 

本來幸樂二樓的一半是留給邦子/久子們住的，女兒們搬出去後，周平聖子結婚後需新婚的地方，由於小愛小真無繼承幸樂意願，希美覺得若是周平聖子經營也不錯，就決定將幸樂二樓分一半給周平聖子使用。聖子受希美的喜愛幫店裡處理匯款，財迷心竅下提領500萬後，欲找舊情人遠走高飛。由於舊情人已結婚而且身陷囹圄，聖子帶著480萬回到幸樂，周平與小島家都接受了聖子。後來聖子突然離家沒有音訊，回來說遇到了有錢人要投資便當店，不料遇到了詐騙集團，便當店被騙走了100萬，發現時悔恨已晚。
五月收留的加津看不慣聖子的作為，彼此互揭瘡疤，但加津聖子皆要留在幸樂不願離開。加津演出戲劇，被物色上參加了電視演員訓練，卻因為被同學們圍毆而重傷骨折，失去演出機會。
小愛念女子大學，以當家教為名瞞著眾人跑去當服務生，與城代正則認識，雙方開始交往。起先阿勇五月夫婦反對小愛與正則的交往，但阿勇在認識了正則的父親忠信後，改變了自己的想法，反而催促著小愛早日結婚。
小真的學長被警察逮捕，是被迫加入校園霸凌集團從事不法的，小真對於自己要不要升學產生了迷惑，而沉迷於網路。在網友小杏等人的鼓勵下，與小隆一同為升學打拼，最後小真、小隆金榜題名。小真、小隆與小望一同居住時發生水管漏水，小隆興起成為水管工的想法，放棄了升學，邦子十分反對。
在小杏鼓勵下，小真繼續升學。不過小杏卻放棄了念日校，打算白天工作賺錢念夜校，來幸樂應徵店員。小真想為家中省錢在店裡幫忙，反對小杏的應徵。最後在五月安排下，小杏成為了幸樂店員。
不久後小真、壯太及加津前前後後都遇到了霸凌集團的高校生，小真採取逃走，壯太挨打不反抗，加津則打到高校生受傷。高校生指稱壯太傷害他人，壯太不發一語，小真與加津則為壯太出頭；最後霸凌集團的惡性被揭露，首腦因此轉學，小真、加津與壯太成為朋友。
文子 

小望為了文子沒有食慾，到岡倉料理找大吉做美食給文子，阿亨正好回來，見到家中沒食物，小望忙著照顧文子負責烹飪，阿亨不太高興。
文子打算做起旅行社的生意，認真唸書準備考試，念了半年的書，參加國家考試，多紀為此去寺廟祭祀節子祈求金榜題名，大吉做了特製日式料理便當考試給文子中午吃，小望也全程陪考，文子對於眾人的心意十分開心。
最後文子取得了旅行社經理資格，前往南美考察，把小望交給了大吉照顧，對此阿亨十分不高興。由於小真、小隆、小望三人為了各自的未來產生了迷惘，正好文子不在家，小真提議三個男生獨自生活的點子，一同搬到文子家居住。
葉子 

政子因為不願與美智太郎及親家夫婦生活，跑來和葉子住在一起，對於葉子的朋友宗方直之十分滿意，希望他們能結婚並一同生活。直之也常以吃政子的菜為名，進出政子葉子的住所，並提及結婚的問題。
葉子與久光交往，多紀考量孫子阿光與邦光，避免久光與葉子未來後悔矛盾，反對這段婚姻。珠子回到了日本，前往久光家看一看準姪女婿，此時阿光邦光兄弟哭哭啼啼地出現，珠子、葉子不知所措。讓久光在親情與愛情間抉擇是多紀的安排，後來前妻回到久光家，葉子放棄久光。
政子與宗方介紹葉子工作，三人回到密切生活的日子。葉子回到岡倉時如同外人一般的問好，又一改過去不穿母親節子留下的和服，穿上了政子為葉子選的和服。大吉對於葉子彷彿成了政子的女兒一事，身為父親的自己被忽視，感到十分的不高興，怒撕了葉子送來的訂餐100萬支票。
長子 

常子重建本間醫院給由紀伸彥夫婦繼承，期間發生矛盾，常子、由紀伸彥夫婦、英作長子夫婦為此意見不合。最後長子找來清明幫忙，化解了爭執，常子將重心由兒女與本間醫院轉成與清明的相處。
英作在工作上遇到了瓶頸，放棄了回本間醫院任職，並欲辭了附屬醫院的工作，選擇到急救中心任職。
常子見由紀不願意生孩子，而日向子又說未來想當醫生，興起了將本間醫院由日向子繼承的想法，干涉起長子的教育方針，安排起日向子的補習起來，長子百般思索後，認為是對日向子好，決定接受常子的好意。

### 第6季
（第6季時間定義在第5季後的1年左右） 

大吉 

在岡倉學手藝的阿勉，老家住京都經營著餐館。一日笑子來電阿勉父親中風病危，阿勉離開了岡倉料理。由於沒有阿勉做飯糰，明里知道後提出在岡倉寄賣飯糰的想法。後來阿勉京都的餐館給了笑子夫婦繼承，阿勉回到岡倉料理；為了飯糰生意，阿勉與明里分享做飯糰與賣飯糰的心得。
事業失敗、失去妻子下，正造找了顧水庫的工作。壯太不願寄居叔叔家被嫌棄，離家出走並退學。由於人手不足，壯太被收留於岡倉料理並雇用。對此正造表示反對，希望壯太能繼續念高中升大學；由於壯太表示自己的心願是當名廚師，希望正造支持，而繼續在岡倉學藝。
多紀難得請了一次假，由於阿勉離開一事得到了啟發，她去考廚師資格，並且順利的上榜了。
彌生 

米飯店的生意不斷擴大，明里與和夫離婚回到彌生家，照顧勇氣感到厭煩。和夫想念勇氣又無力扶養，將設備賣了錢欲還給多紀，彌生幫忙帶勇氣而明里到米飯店學習。
彌生夫婦希望明里自己照顧孩子，明里為了能兼顧工作與家庭，在武志幫忙下將車改成飯糰車，經營起流動飯糰車的生意；和夫希望能和明里復合，但是明里不願意，拒絕了和夫。
米飯店的工作缺乏挑戰，阿良去了仙台幫助公司出現問題的女社長，阿花擔心阿良彌生關係，前往仙台欲帶回阿良。阿良提出了仙台工作的組織改造方案，卻不被公司保守派接受，失意下打算前往中國上海奮鬥；後來由於勇氣出車禍，阿良協助勇氣送醫院，阿良也回到野田家。
五月 

光子與健治結婚後，到幸樂幫忙，生意日漸興隆。聖子嫌工作辛苦，離開幸樂跑到家政中心與情色酒吧工作，由於聖子工作不適任又不願做情色交易，最後回幸樂工作。
加奈與久子男友起衝突，買了機票回日本，找健治等人要錢維生。光子貸款200萬給希美幫久子一家，改到醫院當營養師賺錢還債；希美陪加奈回美國幫久子開咖啡店，拿走店裡2000萬。阿勇不滿到了酒店與媽媽桑里美夜夜笙歌，花掉了店裡剩餘250萬的積蓄。五月表示體諒，為回鄉工作的里美餞行，花費10萬。
希美回日本後因血管堵塞倒下了，期間五月一家放下店面、就職考試與課業，輪流來照顧希美；邦子卻表示美加要學鋼琴，無法照顧希美，還嚷嚷著要希美寫遺書，讓久子放棄繼承，以及自己想要一次領取或分期領取遺產的想法，希美對此不發一語。希美最後定下遺書寫明，遺產留給媳婦五月，逼邦子簽下放棄繼承的文件。
擅長寫作網路文章的加津被出版社相中，將文章印刷發行成冊，出現了許多書迷，在旅館工作的加津母親美里知道後，利用網路與加津連繫。加津出名後，在學校面對了同學的排擠不願上學，休學一陣子後復學順利畢業。
小愛期望自己能成為播音員，停止在幸樂幫忙，請求城代正則教她英文，並瞞著家人跑到電視台打工，面對忙忙碌碌日日挨罵的職場環境。
文子 

小望考上了高中，小隆在北原工業也工作的很順利，遇到長假小隆不願意回家又沒處去，遂與小望一同去當志工陪伴老人，兩人十分開心。後來邦子提議下，以北原社長與野野下的名義辦了小隆的生日派對，母子歡喜慶祝。
文子希望小望升上一般大學，小望卻打算念音樂學院，以吉他為未來事業，母子都有堅持下小望離家出走到岡倉家。最後阿亨回到日本，支持小望學音樂。
利子跑到高橋家來，指控小望跟蹤惠理，與文子爭吵起來，揚言鬧上法庭並上演全武行。後來知道小望與惠理兩人是一同為了以音樂大學為目標，而成為朋友，化解誤會後利子到旅行社幫忙，和文子變成好友。
葉子 

在政子撮合下，宗方直之與葉子持續交往，後來考量直之與葉子的事業，雙方舉行訂婚儀式；大吉明知葉子不願與直之結婚，卻懇求他出席訂婚儀式，大吉拒絕出席。直之與葉子負責的工程完工，房地產銷售一空。直之向葉子提出了求婚，最後葉子拒絕了直之的求婚，表明自己嚮往自由的生活。
美智的母親過世後，美智的父親住進安養院。美智認為自己的存在使得太郎無法與葉子在一起，欲離婚成全兩人，葉子勸說美智不要離婚，並請美智擔任自己的助手，為此太郎贊成，政子表示不滿。由於葉子與直之分手，政子回到太郎與美智家後，每天顯得無精打采，太郎美智不知所措。
在葉子要搬出直之提供的公寓時，直之由於老舊公寓大廈乏人問津，遂委託葉子協助設計。葉子與直之又回到工作夥伴的關係，但是一個人工作缺乏依靠，每天吃泡麵過日，葉子與直之請政子協助家務，三人又回到原點。
長子 

由於急救中心的工作過勞，英作辭去了原本的工作，為了理想研究起內科醫學重新進修，以進行老人醫療。由於日向子想當醫生，明星學校開銷大，英作為此停下研究進修，在清明友人的醫院擔任內科主任。
常子用心教育日向子，希望培養本間醫院的繼承人，長子專心進行翻譯工作。因常子決定改培養由紀肚子裡的孩子為繼承人，離開了日向子回到大阪。長子為了日向子的教育，開始為了養成教育費起心思，不過還是無法兼顧事業家業，最日向子的學業還是拜託常子與清明協助。
常子去了東京，由紀也懷孕了，醫院人手不足，伸彥與由紀找來了靜子頂替由紀在本間醫院的工作。常子對此表示反對回到大阪，在眾人的勸說下，常子回到東京擔任起老人醫療的志願者。

### 第7季
（第7季時間定義在第6季過後的1年左右） 

大吉 

壯太的父親正造欲和富有的企業女經營者續弦，希望壯太能停止學徒的生活，成為企業的接班人，但壯太以自己的理想是做為一名廚師，拒絕了父親的要求，為此一度躲到天婦羅店「天菊」學廚藝。
隨著葉子結婚，大吉思索著岡倉家業無人繼承，請房地產商岩下先生將岡倉料理賣出後，打算住進養老院。五姊妹均希望接大吉同住孝養，但對繼承岡倉家業互踢皮球，多紀則表示願買下岡倉料理與阿勉、壯太一同經營。大吉見五個女兒的態度，反激起了鬥志，決定繼續料理店的生意。
小隆離開父母獨立後，在北原公司工作四年了，到岡倉店修水電，已經能獨當一面獨自出來修水電了，打算參加職業考試，取得水管工資格。通過資格那天，老闆北原先生在岡倉料理辦了個簡單的慶祝會，此時長太邦子夫婦出現在岡倉料理，小隆接受了養父長太，搬回了野野下家。
彌生 

和夫偷偷將勇氣帶走，明里對阿花大發脾氣，失言說出阿花作為家庭主婦不力。和夫表示私下帶走勇氣，是為了見病重臨終的滿枝，滿枝病逝後又將勇氣交還。阿花覺得自己是累贅，決心搬到大阪養老院，彌生一家雖然不捨，但阿花還是離開了，明里對於自己失言，傷了阿花奶奶一事悔不當初。
和夫、時枝與哥哥共同繼承秋葉家業，打算來投靠明里但被拒絕，難過下自殺獲救，後來連時枝都過世了。兒子勇氣卻對久未見的和夫充滿了感情，十分喜歡與和夫在一起。阿良彌生收留了和夫，安排在飯屋工作，希望和夫能成為飯屋的接班人。
勇氣整天與明里一同賣飯團，對於同年紀的小朋友能去幼稚園十分羨慕，在阿良彌生的勸說下，明里放下自己的執著，讓勇氣去幼稚園念書，卻常常來不及去接勇氣，幼稚園的北川老師訓誡明里，要負起責任不能超過時間。
和夫每天跑到幼稚園陪著勇氣直到明里來接，在看到了勇氣是多麼地喜歡和夫，融化了明里的心，決定原諒和夫並復合。但和夫卻已另有所愛，認為明里可以做好母親的責任，且磐城有家公司想聘請和夫並收購秋葉家梨園，和夫為了自己的理想離開了野田家回到了磐城。
五月 

健治與其它餐館接下了一場活動的料理，幸樂接得十分勉強，爆出了食物中毒的事情，讓幸樂蒙上了一場無妄之災，生意乏人問津門可羅雀。加津瞞著大家幫幸樂發傳單，加津的同學們路過添亂，小司幫忙加津發起傳單，兩人相互鼓勵與學習。弓子反對小司與加津認識，指責加津會帶壞小司，小司反抗弓子後與販毒者來往，走投無路下遇到小真加津，在小真的勸說下至警局自首。因自首從輕處分後，小司由弓子與弘行帶回管教，弓子向加津與小真道謝。
聖子接受了月薪50萬的時裝店經理，店裡提供了名牌服飾與首飾作為工作服，回到幸樂展現自己的風光。沒想到領薪時老闆表示治裝費需從薪水中扣除，不足額要求聖子改當老闆的女人償還。負債的聖子走投無路下回到幸樂，在周平出資還債與希美的收留下，聖子回到幸樂工作。
小愛在銀行工作，搬出幸樂獨立，和上司發生了醜聞，無法成為業務而離開了銀行。和網頁公司進行投資合作，將心思放在工作上冷落了正則。但由於周轉不靈缺乏資金，跑去借高利貸120萬仍無法起死回生，最後由幸樂償還而關閉公司。心灰意冷之餘打算結婚，但正則卻有了新的對象打算結婚了，小愛事業愛情兩頭空。
加津與美里透過網路聯繫，長太知道後寫信給美里欲見個面，但美里卻想要自立後才見加津，離開了旅館來到了菊屋與佐和學糕點。佐和對美里與加津母子的情況產生好印象，最後美里嫁給了菊屋的少老闆康史。
不願與長太邦子夫婦同住，也不願與美里康史夫婦同住，加津寄居在幸樂念書考試，在人力不足下到幸樂幫忙。一日加津受傷回家，加津指稱是荒川先生的女兒霸凌他，學校老師在荒川父女與同學的指證下，認為是家庭不正常的加津霸凌荒川先生的女兒。長太與美里關心著加津，由於幸樂店的聲譽受損，引起希美責難欲停止收留加津，加津做下決定...
在大吉與阿勇安排下希美歡慶喜壽，隔天卻中風倒送醫院，行動不便卻想到店裡幫忙，被聖子與顧客嫌棄。阿勇想請邦子照顧希美，長太也想照顧岳母，但是邦子卻不願意，表示希望希美能獲得更好的治療。邦子連絡久子後，由長太出資給久子，讓希美搬到美國做復健，希美心中不捨得離開，但是為了幸樂與久子好還是離開了日本。
文子 

原本要念音樂大學的小望卻做起了街頭演奏，吃驚的文子十分不能接受，希望小望念東京大學，但是小望卻沒有繼續念書的打算。
小真與小望兩堂兄弟，分別為了自己的未來打拼，小真在重考東大與繼承岡倉的人生抉擇中，最後考上了東大，但是小望卻沒考上。
小望沒考上阿亨文子期望的東京大學，文子十分自責，希望小望重考一年，但小望卻想念音樂大學。此時阿亨回到了日本，說出了自己對小望的想法。
葉子 

葉子和直之持續原有的交往，但是當葉子打算停止與政子三人的的關係時，直之被檢查出了癌症。直之若不動手術僅剩下3個月，但是若是做手術要花2個月而且成功率僅20%，放不下事業的直之，考慮到病情公開會影響事業，一度考慮不進行手術。
政子與太郎提出了建議，讓葉子與直之辦理結婚以渡蜜月2個月為由，讓直之到醫院進行治療，直之的公司交給太郎，並由政子協助。直之同意了安排，但婚禮的事情未通知珠子，珠子感覺事情不單純，立馬回到了日本。
在葉子的照顧與努力下，直之的身體康復事業成功，但和政子與直之的生活，葉子對伴演著妻子的角色感到沉重的壓力，對婚姻十分後悔，與直之分居。
長子 

由紀生孩子期間，伸彥與靜子掌握了本間醫院，對於靜子要獨立開設醫院一事，由紀十分不能諒解，將伸彥與靜子趕出了本間醫院，又與伸彥離婚。眾人對本間醫院有著不同的看法，由紀想堅持自己的想法，不願接受常子與清明的幫助。在了解靜子是受有婦之夫的幫助，不是挪移本間醫院的資金自己開業後，由紀又將伸彥聘回了本間醫院。
清明向常子求婚，英作表示反對，此時守弘來找英作，表示常子清明婚後會影響財產問題，反對常子與清明的婚事；長子聽了很不以為然，批判守弘的思想錯誤，英作守弘無言以對。常子沒有發揮的地方，與清明興起在神林家開診所的想法，兩人前往信州研習，常子與清明一同在神林診所執業。
長子忙於本間醫院的狀況，引發了日向子上下學接送問題，長子想將日向子轉學到附近，但日向子想繼續念一流小學，遂離家出走去大阪找常子，最後常子心疼下回到東京接送日向子。一段時間過後，同學們嘲笑日向子無法自行上下學是長不大的孩子，日向子感覺難堪，自己搭車通勤不願意常子接送，最後眾人接受日向子的要求，自行上下學。
長子體諒作息不定的英作在岡倉家生活不便，用自己的積蓄在岡倉家附近買房給英作，作為獨立空間讓夫妻偶爾可以獨處，而常子知道後，三不五時跑到這房子照顧英作。大吉對於長子英作夫婦竟分居兩地的決定，十分不以為然。

### 第8季
（第8季的時間設定在第7季過後1年）
大吉 

笑子來到岡倉料理，說明阿勉有青梅竹馬的對象比呂，希望阿勉成親入贅大川家繼承料理店，在留在岡倉與入贅大川間，阿勉為報大吉15年的照顧之恩，難以抉擇。
智子與正造婚後罹癌，正造忙於照顧智子與智子的公司，兩年的奮鬥後智子還是往生了，公司房子都沒了只留下債務，正造十分難過輕生，壯太照顧救回來的父親正造，離開岡倉當起「藍天」牛郎店男公關。最後壯太回到岡倉料理，正造康復後找到工作，並兼任岡倉料理的稅務師。
彌生 

阿良將米飯店交給彌生經營，自己成為園藝家，武志送來了園藝用車作為禮物，阿良四處去進行園藝工作，還到勇氣的幼稚園修剪花木。
彌生因緣際會下，以護士的經驗，在幼稚園當志工，將米飯店交給開店元老的夥伴經營。明里的飯糰生意也蒸蒸日上，早晚還要接送勇氣，全家均忙於工作，為了家務誰負責起了口角。
明里認識了勇氣同學遙香的爸爸和久，雙方產生好感，對此眾人有著不同想法。正當論及婚嫁時，和久的母親反對與有孩子的女人結婚，另外選擇任勞任怨的女孩給和久，明里在和久身上看到了和夫的影子。
五月 

忙於工作的小愛（26歲），認識了田口誠（40歲），克服了家人的反對、年齡的差距、幸樂的繼承、事業的發展等問題，婚後在幸樂三樓租屋與產下田口櫻。在阿誠與小愛的堅持下，阿勇到醫院檢查，得知是糖尿病，阿勇無法接受，不願改變飲用習慣進行治療，大家為他的健康擔心不已。
小真考上東京大學後，晚上在外當家庭教師賺取零用錢。和同年的吉野幸子關係密切，兩人常常一同出遊，竟傳來小真的隊伍遇難的消息！幸子退學了，還準備與別人結婚，一切要從幸子的姊姊說起......。阿勇酒後安慰小真，說出自己喜歡的是初戀情人阿笑，但是在阿笑父親反對下，阿勇阿笑分開；五月也說出當年阿笑甩了阿勇後，阿勇整日無精打采，在希美的苦苦哀求下，五月才嫁給阿勇，想不到婚後卻飽受希美的欺負，其實對阿勇沒意思。說出了真相後，阿勇與五月為此吵了起來。
考上理想高中的加津，雙親離異後各自組了新家庭，在有意成為菊村家養女時，傳來母親懷孕的消息，暗戀的對象也有了女朋友。面對人生的轉捩點，加津有著不同的想法與安排，打算休學提早就業，從事寵物保母還搬到陌生人家中，讓周圍的人都耽心起來。
希美搬到美國後每月要20萬治療費，久子以希美的代理人為名回到幸樂掌管財務，產生了不少風波。健治光子無法與久子共事搬出幸樂，宴會飲食服務自幸樂獨立經營，幸樂恢復外賣服務。久子暗中與健治連絡，要求阿勇做保借款投資，希望兩人能復合。光子視破了這點，暗中將客戶轉走，與健治離婚，留下負債的公司，光子、久子在宴會飲食事業與健治的愛情上，都不甘示弱。
留下貸款的債務，挖空幸樂的存款，久子離開了幸樂，在幸樂的人們幫忙下接手健治的宴會飲食服務，眾人為此折騰。久子期望接回希美、加奈與小登，對此久子、邦子與阿勇有著不同的看法，邦子表示已經支付了300萬元，照料上應該由久子負責。此時加奈回日本表示要嫁給美國人，未婚夫願意孝順希美，小登也要在準姊夫公司上班，為此久子十分反對。
文子 

小望組樂團到處彈吉他演出甚至於出唱片，不願意未來為了生活做沒興趣的工作，文子阿亨頗不以為然。旅館事業蒸蒸日上的阿亨，希望全家一同到夏威夷定居，文子小望對此有著不同看法，最後小望欲繼承父業，到夏威夷念大學。
利子的丈夫典介行為異常，追問下有了外遇，於是離家出走住到FT旅行社。典介的女兒去維也納念書，利子又離家不歸，典介孤獨的深感後悔。文子為了旅行社事業，獨居日本感到寂寞，買醉度日生活痿靡，利子見狀找大吉商量。
在利子建議下，文子去夏威夷找阿亨小望，利子一個人忙起了旅行社的工作。典介為此無法諒解，跑到旅行社見到利子忙得不可開交，典介有了不同的看法。文子一家回到日本，阿亨小望每天做著自己的事，讓文子忙於事業與家務；文子感覺自己忙於事業的日子比較好，阿亨小望又回到夏威夷。
葉子 

經濟復甦後，政子回到山口家，忙於山口商事的事業。直之事業有成忙於工作，葉子卻和工作夥伴大原透同居相愛，葉子欲與直之離婚另與阿透結婚。大吉為此憤而趕走葉子，珠子也為此自夏威夷回到日本，但太郎與直之希望葉子能得到幸福，相繼拜託大吉、珠子同意葉子與阿透的婚姻。
婚後葉子忙於工作，獨自一人的阿透常到岡倉料理用餐，並邀請大吉一同打高爾夫球。後來葉子懷孕後，仍把心思花在工作，阿透為葉子身體擔心請大吉勸說葉子，大家為葉子母子擔憂。
由於與直之離婚的日期過近，依孩子的預產期推算，法律規定孩子的父親會是直之，為此葉子阿透請了律師，直之卻另有自己的想法...。最後孩子死產了，葉子阿透傷心不已，默默地回到日本。葉子痛苦之下，抱著寶寶─清香的骨灰，離家不知去向。
長子 

英作長子有各自的工作，日向子放假沒處可去，竟要求在岡倉店幫忙，從洗菜開始做起，長子認為日向子早晚會膩的，就同意了日向子的想法。後來日向子喜歡上了狗，下課常待在寵物店不回家，但岡倉料理養寵物不合衛生法規，最後大吉買下了狗狗，日向子取名路路，養在英作的公寓。
長子在翻譯方面碰到挫折，認為自己達到了極限，大吉興起將岡倉料理交給長子的想法，後來長子停止翻譯工作開始在岡倉店幫忙，將心思放在料理上，打算考廚師執照。期間本間醫院營運有問題，但為了岡倉的生意長子不願到大阪幫忙，婆媳產生了磨擦。
本間醫院的帳上有著許多病患的未付款，由紀與伸彥離婚後仍一同工作，伸彥另有對象，由紀因此辭了伸彥，但由紀卻無力經營醫院，常子、英作、由紀等為此奔波，醫院無法維持，英作、由紀回到東京，留下常子收拾殘局，清明則顧著神林醫院，與常子分隔兩地。本間醫院結束營業後變賣金額正好支付債務，下落不明的常子令大家擔心了起來。
由紀、紀彥搬出英作家租屋自立，由於由紀工作太忙，母子都病倒了，眾人為他們擔心起來。由紀、紀彥搬進神林家，獲得清明常子夫婦照顧，不料由紀想以自己的想法帶孩子，不願讓常子將紀彥培養成醫生，由紀、紀彥搬出神林家。

### 第9季
大吉 

飯屋的高木先生送貨到岡倉店，提及明里的飯糰事業結束營業了，岡倉的人們為明里感到憂心。為了明里的事，父女六人為此齊聚岡倉，品嘗岡倉料理，並分享各自對幸福的看法。
大吉的店來了位酒醉的女顧客─小宮憐子，和大吉聊天聊得很合，並跑到店裡來幫忙。和憐子日久生情下，大吉生起續弦的念頭。
由於憐子的加入，多紀提出辭職，長子離開岡倉，後來小真的女友貴子來岡倉店幫忙。
五個女兒中，除了五月反對大吉梅開二度，其它女兒不忍父親孤獨，希望爸爸幸福而支持大吉的想法，但憐子決定回去與子女同住，提出了辭職離開了岡倉。
彌生 

明里丟下勇氣離開野田家，人失蹤了。阿良忙著園藝工作，彌生聯絡姊妹們找尋明里，後來才知道明里無法擔負照顧孩子的責任，想追求自己的幸福，前往海外會情人而去。
彌生走出對明里離家的負面情緒，準備離開育幼院，決心與阿良為了勇氣而努力生活，此時武志突然出現，表示要盡個長男的義務，回到東京。
佐枝帶著良武出現，表示支持武志的想法，要回來與公公婆婆生活，但是彌生對於共同生活反對，正在此時討債的人出現，來找武志。
為了幫兒子還債，阿良開出了300萬的支票，武志一怒下撕碎了支票，表示自己是真心想孝順父母，並不是為了錢而回來的，債務會靠自己解決。
最後，佐枝肩負起一家六口的家務，照顧起良武與勇氣，彌生因此能依理想，繼續從事照顧兒童的工作。
五月 

小愛接替了幸樂的帳務，阿誠也在幸樂工作。
為了家裡的事不愉快，阿勇跑去參加商店街活動，正好這時阿勇、阿誠(小愛的老公)、典介(小望女友的爸爸)等人興起籌組樂團的計畫，瞞著五月偷偷進行但最後還是被五月發現了。起先以為五月會反對，想不到最後五月也加入樂團來幫忙。
久子回到幸樂，讓大家十分意外，從加奈的來信中得知，久子在美國已經沒有住所與工作。久子遂利用幸樂一樓的另一間店舖，開起了樂樂洗衣店。邦子一開始有著不同的意見，後來健治與加津也來幫忙，久子也因此與加津關係良好。
將要畢業的小真畢業，打算在公司上班成為白領職員。由於擔任家教，與學生大井輝一家認識，一方面大井輝的姐姐貴子與小真成為男女朋友，另一方面爸爸道隆想要找小真到大井精機上班，好好培養小真。一開始五月覺得小真猶如入贅到大井家一般表示反對，因此小真離開了大井精機，五月見小真對大井集團的工作很喜愛，向大井家表示歉意，小真回到大井精機上班。
另一方面貴子與小真想要結為連理，五月對這婚事不表贊成，提出若要嫁入小島家，就等於是幸樂的一員，要貴子來幫忙為條件，貴子不顧母親直子的反對欲讓五月接受這個準兒媳，到幸樂幫忙，在阿勇與五月忙樂團時扛起店務，直到大井精機生意失敗，五月見到貴子的努力，接受了這準兒媳。
由於大井精機生意失敗，大井直子離開了大井家，再加上小愛的反對，無處可去的道隆與貴子一行人被五月安排先是搬到大吉之前為長子買的房子，貴子也幫起岡倉料理店的生意，後來又搬入岡倉家。最後大井道隆決定前往中國謀生，貴子要陪伴父親一同前往，於是與小真的感情無疾而終。
文子 

在文子與葉子的生日慶祝會上，五個女兒為了大吉的續絃，表示不同的看法。
葉子 

不想只是當葉子的助手，通過二級建築師考試的大原透，為了準備一級建築師的考試努力，離開了葉子，葉子感到孤單，後悔讓大原透離開自己。
葉子為了爸爸大吉與憐子同居，設計起岡倉二樓改裝。
長子 

長子的婆婆常子中風，丈夫英作也因為過於疲勞而住院，長子遂肩負起照顧兩人的工作，但常子對於英作過勞而中止腦科主治大夫一事，不能諒解而怪罪於長子。
由於岡倉料理已經不需要長子的幫忙，長子一行人先是搬到大吉買的房子，後又搬到神林清明家。

### 第10季
大吉 

大吉邁入80大壽，心中所想的還是自己五個女兒的幸福。
彌生 

彌生變回了專業的家庭主婦，而佐枝獲取了醫療事務的資格在醫院工作，佐枝與醫院院長有不倫關係，最終發覺院長只想她當情婦而非夫婦，決定分手並辭職，而彌生則決定再回到北川保育園工作，於是彌生與佐枝在野田家的角色互換。
佐枝的丈夫武志從濱松突然回來，表示在濱松有外遇，連孩子也有了，決定與佐枝離婚，彌生阿良為此十分驚訝。武志最後又回到濱松，佐枝決定和良武留在野田家，但是良武卻下落不明，此時電話響起......
而北川保育園中，小朋友竹下春菜的家長未來接她，結果在彌生家暫住一天，後來揭發春菜的母親美雨企圖自殺，在彌生與良二人的力勸下，竹下美雨打消了自殺念頭，成為良的助手，母女與野田家產生了互動。
勇氣的朋友合田篤的母親入院，暑假中在野田家暫住，過沒多久小篤的母親過世，阿良決定做監護人，於是小篤成為野田家的一份子。
五月 

阿誠在幸樂工作，阿勇決定將幸樂店交由小愛夫婦繼承，兩人成為幸樂的第三代接班人。野野下長太決定與女兒同住，加津離開幸樂；邦子與長太離婚，回到幸樂工作。
洗衣店的生意不如預期，久子及邦子想要另外做一番事業，阿勇與五月又要為這兩個妹妹的事業進行「出資」，兩人最後從事網路餃子銷售業務，利用幸樂店打烊後的時間做餃子，健治與聖子等人也一同幫忙，資金一百萬圓由大吉支付。不顧健治的反對，久子與邦子利用幸樂的廚房做餃子時，未告知阿勇就將冰箱內幸樂要使用的食材拿來做為餃子的素材，導致隔天幸樂營業時食材不足，為此阿勇憤怒的教訓起邦子。後來久子與邦子打算建構餃子工廠，向銀行貸款費用要一千萬元，兩人以對幸樂的權利主張，要求阿勇五月作保。
阿勇、阿誠與商店街友人合組的樂團，為了演出不斷的練習時，加津突然出現......
小真考上了公認會計士，有一次田口誠護送小真回家時，發現應該在中國陪伴父親的大井貴子卻在從事路邊工程的工作，小真得知後，主動前往尋找貴子，幾經辛苦下貴子終於願意與小真相認，原來大井道隆在中國工作時中風，行動不便，於是貴子與道隆一同回國，而貴子則一邊打工，一邊照顧著道隆。
貴子決定辭去晚間的工作，把家搬到岡倉料理店附近，並在岡倉料理店打工。由於壯太照顧過中風的父親，將過去照顧病人的心得，分享給貴子。
同時，小真的新公司的前輩長谷部力矢招待小真到其家吃晚飯，而力矢的妹妹長谷部真優為了要應付祖母，開始與小真假裝交往。開始了撲朔迷離的三角關係。
未幾道隆所開發的技術成功得到中國企業的青睞，簽署合約，父女的生活得以改善。最後，小真與貴子結婚，而真優向森山壯太求婚成功。
文子 

離婚後的文子忙碌在工作上，事業蒸蒸日上。金田典介夫婦回到了日本。
離婚後的阿亨突然回到日本，宣佈患上肺癌，只餘下一年性命，文子大受打擊，照顧阿亨，結果發現原來是誤診，只是肺炎。
旅行社擴大營業，阿亨以文子的顧問加入，協助起文子的事業。
葉子 

葉子與阿透兩人，忙碌在建築師的工作中，開拓著新客源。葉子工作過於忙碌而累壞送醫院，大吉對女兒十分的心疼，最後葉子成功剖腹生產誕下雙胞胎女兒。
長子 

長子回到岡倉料理當廚師，想不到日向子的課業成績不如預期，長子對日向子的表現很不滿意，日向子表示對做料理有興趣，大吉十分高興，但長子卻不以為然，英作對於日向子的未來，提出了不同的看法。後來日向子在料理比賽中，表現得十分傑出。
常子的丈夫神林清明過世，由於支付遺產稅的關係，財政上面對重大的危機，神林家的屋子可能要放售。最後決定把屋子出售，一家人搬到岡倉家。

### 2012特別篇
岡倉料理由大吉、多紀、長子與壯太在經營，日向子放學後與優真也會來幫忙。里子關心著力矢與育美、壯太與優真的幸福，坐著新幹線來到東京。
野田家有著彌生阿良夫婦、佐知良武母子、美雨春菜母子以及勇氣與小篤，文子小望母子也來作客，餐桌坐得滿滿，大家互道近況好不熱鬧。阿良到了岡倉，訂購了數十人份的便當，要給小朋友們舉辦活動，阿勇阿誠的五人樂團上台演出，活動十分成功。
幸樂料理生意興隆，晚上用餐時段常常大排長龍，由希美、阿勇五月夫婦、阿誠小愛夫婦、周平聖子夫婦經營。希美到了店裡，坐在店門口指揮大家做事，老顧客懷念著希美，大家閒話家常；不過希美也影響到上菜的動線，小愛對希美的決定不以為然。
希美腳受傷住院，阿勇忙著照顧希美店裡醫院兩邊跑，此時邦子與久子也來到醫院。後來希美住到久子與邦子家，阿勇常常製作好吃的食物進行照顧，推著希美的輪椅出外散心，五月到了廚房幫忙。
小真貴子夫婦面對工作與婚後家庭方面的改變，小真跑回到幸樂喝酒解悶，兩人的婚姻面臨是否離婚的抉擇，雙方的家人希望兩人能繼續走下去。最後兩人言歸於好，兩人幸福的一同做飯，孝養著行動不便的道隆。
在夏威夷的小望，來到岡倉料理探望，大吉十分高興。小望也到FT旅行社，看著營業時間過後還在忙碌的阿亨與文子，聊到兩人離婚後沒復婚的事情，三人有著各自的看法。
小望與文子前往大原家，葉子忙著照顧兩個可愛的女兒與家務。
長子的生日到了，大吉與女兒們聚集在岡倉，英作還送上了一大束的花。

### 2013特別篇
大吉

姊妹四人回到岡倉料理，與大吉聊起生活的大小事。
店裡有大吉、多紀夫人、長子、壯太夫婦、日向子等人，生意依然十分忙碌。
想起阿透與葉子，大吉不禁擔心起來。
五月

五月自岡倉料理回來，帶著便當給阿勇，夫婦倆談起阿透與葉子一家。
岡倉料理持續著由五月阿勇夫婦、聖子周平夫婦、小愛阿誠夫婦與達夫共同經營的日子，阿勇、阿誠與典介的五人樂團，也持續著練習。
文子

FT旅行社裡阿亨忙著工作，回到公司的文子，兩人聊起了阿透葉子夫婦，也談到工作上的案件，兩人合作無間。
文子在準備離開公司時，突然心臟病發倒地不起，一起工作的夥伴阿亨將文子送醫動手術，在大吉的同意下，不離不棄的照顧著病重的前妻，文子與阿亨約定好等文子康復後，兩人再婚。
文子出院後，大吉在岡倉料理舉辦了聚餐，並將節子的照片拿出來，大吉節子與五位女兒女婿們歡喜的度過這美好的時光。
葉子

彌生、五月、文子與長子前往大原家勸說無效，身為一級建築師的葉子離家去工作，丟下阿透與兩個雙胞胎。本來其他姊妹要留下來幫助阿透，阿透卻打算自己照顧起兩個女兒，請彌生姊妹們放心。
一日阿透帶著雙胞胎到公園散步，葉子躲在角落，雙胞胎突然跌倒了，葉子心疼女兒下跑出來查看女兒的情況，葉子回到家裡。阿透到岡倉料理與大吉報告近況，讓擔心葉子一家的大吉能夠放心。

### 2015特別篇
岡倉店 

大吉2014年12月30日心肌梗塞，在岡倉店倒下，在大家的不捨下離開。
店裡在多紀、壯太、日向子等人的努力下，店裡持續維持運作。
彌生 

彌生阿良夫婦、佐枝良武母子以及勇氣五人一起同住，佐枝負責著家務，大家討論到生活上的問題，彌生突然覺得如果有了大吉的遺產，就可以解決孩子們的教育問題，可以請個好家教指導孫子及常來家的小朋友們課業。
五月 

幸樂中華料理現在有著阿勇、五月、小愛、阿誠、周平、聖子等店員，每天忙得不可開交，顧客大排長龍，家中只剩下五月阿勇夫婦同住。大吉往生後，五月每每想到父親，就不由得感傷了起來。五月夫婦與小愛談到岡倉家的未來，五月主張說應該由長子繼承，但是小愛卻覺得該平分遺產比較公平，把握商機擴大營業規模。五月對於小愛的想法十分不高興，並表示這跟小愛無關。
小真白天忙著工作，下班後趕回家料理家務，做飯給行動不便的岳父道隆，道隆面對自己身體的不便情緒不能控制，把食物翻倒在地。面對道隆的不適，小真無怨無悔地照顧，並有耐心的服侍著岳父。貴子回家後，道隆將心中的不悅一股腦兒的發洩。貴子十分的難過，覺得小真為他們父女付出太多影響到事業，提出要分手，小真動手打了貴子...
五月為了大吉遺產的事，打電話給上班中的小真，約在外面的餐廳，將大吉的心意說出，並將存款與印章交給了小真。小真忙完了一天，買著菜回家，看著道隆與貴子，貴子表示對於現在的生活快無法容忍了。安撫好貴子，小真回到房間一個人面對著大吉的遺產，心中百感交集。
五月為了兒子的前途發展，找了小真的老闆長談，並前往小真夫婦家，卻看到厭生的道隆不願進食倒臥在地，將食物弄翻一地，不願接受小真與五月的攙扶。五月十分心疼兒子清理著地面，媳婦貴子見狀連忙跟婆婆一同清潔地面的餐具與食物，小真見此將五月送出大門。五月回家後，將在小真家的所見所聞告訴阿勇，小真也到五月與阿勇這邊，說出自己心中的想法。
文子 
 
文子夫婦的旅行社越來越有規模，也請了不少員工，為了擴大公司規模，資金上需求也越來越大，文子突然想起了大吉的遺產......
葉子 

葉子回家面對兩個活潑的女兒與丈夫，好不容易雙胞胎睡著了，還要打掃、整理家務與煮菜，想著若是分了大吉的遺產，就可以成為獨當一面的建築師了。
長子 
 
五姊妹對於岡倉料理的未來有著各自的看法，若是遺產平分，對於彌生、五月、文子、葉子各自的家庭事業上都有所幫助。而長子提出為了日向子好，不想繼續經營岡倉，拿出了大吉以小真為名的存款八百萬給五月，姊妹五人想起父母的往事不由得熱淚盈眶。
長子向在岡倉服務的多紀夫人、壯太夫婦以及英作日向子父女說出自己決心關掉岡倉料理的想法，日向子雖然表示想繼續做料理，多紀也表示希望岡倉料理繼續營業，但是長子還是堅持想收掉店，希望日向子能瞭解自己的想法。
長子無法瞭解日向子的想法，日向子為此前往大吉節子靈前焚香祈求，將心情告訴爺爺奶奶後離家出走，長子見到日向子離家的紙條後十分難過，到處打電話尋找日向子的下落，多紀夫人見此不發一語。
英作對岡倉家的未來提出了不一樣的想法，多紀夫人也提出若是大吉爺爺還在，心中會想著將岡倉料理店留給心愛的孫女日向子經營，但是長子還是覺得說，她不能要求姐姐們拋棄遺產繼承權，而是該將遺產平分給姊妹五人才是。聽完長子的想法，英作又急急忙忙的工作去，多紀夫人默默地打包著岡倉料理的營業用品，壯太則是要長子不要擔心。
長子為了日向子下落不明十分著急，向英作表示想去報警，英作卻認為沒有必要。日向子回來了，表示想繼續為岡倉料理打拼，長子為此找來了姐姐們，準備起了岡倉料理的菜色，表示自己改變心意，要繼續經營岡倉店。五姊妹向節子與大吉的牌位焚香，與多紀夫人齊聚討論著岡倉家的未來，最後姐姐們一致同意長子的想法，品嘗著日向子端來的岡倉料理美食。

### 2016特別篇
以小島家改為幸樂料理的店鋪為主軸，開啟了一連串故事。
彌生 

五月跑到彌生家的教室去幫忙，後來北川老師因幼稚園關門，改到彌生家幫忙，不缺人的情況下，五月黯然的離開彌生家。
五月 

在小真、小愛、希美、久子一家、邦子一家都不住在小島家後，很多房間都空著，為了幸樂店的生意，小愛提出了將小島家改裝成幸樂店的計畫，五月不捨過去的點點滴滴，對此很不以為然，母女爭執了起來。但是在阿勇的支持下，幸樂店還是進行改造了。
阿勇與五月搬出了幸樂店的二樓住在臨時的住所，五月整天一個人在家，食衣住行上都很不習慣，阿勇則是享受著商店街樂團的團練與聚餐，五月心中很不是滋味。
五月特地煮了餐點給阿勇吃，阿勇以樂團練習為由一口都沒吃就出門去，五月於是1包了便當送到樂團去，想不到阿勇卻叫外送來吃，五月碰了一鼻子灰。
身為小真與貴子家中一團亂，閒閒沒事的五月跑去幫忙，貴子連忙整理起房子......。
改裝期間，小愛與阿誠意見不合，阿誠行蹤不明，小愛跑去找五月訴苦吵著要離婚，阿勇則到團練室找到走投無路的阿誠，五月與阿勇分別開導著小愛與阿誠......。
五月趁著改裝期間跑去兒子與五姊妹的家裡去串門子，閒不下來的情況下，跑到"頑固星"拉麵店幫忙，想不到阿勇與阿誠的樂團也挑了同一家店用餐......。
幸樂店改造完成，五姊妹齊聚幸樂二樓，品嘗著幸樂料理美食。
文子 
 
事業心強的阿亨，離開了旅行社，文子又一人獨自經營著事業。
葉子 

五月到葉子家，看到阿透葉子與雙胞胎過得很幸福，感到很放心。
長子 

長子搬出了岡倉，到英作的診所幫忙，不過病患的電話一通接著一通，連喝杯茶的時間也沒有，診所裡的醫師護士就忙著出門看診，長子在診所裡一點忙也幫不上。
岡倉店的人們對於料理依舊充滿著熱情，多紀、壯太、日向子、真優依然在店裡忙碌著。

### 2017特別篇
岡倉店 

岡倉料理在日向子、多紀、壯太等人經營下，一如往常持續為顧客提供美味的日式料理。
扣除店鋪的食材費與必要開銷，計算賺得的盈餘時有500多萬，彌生5姊妹們可以各分得100萬，為此五姊妹齊聚岡倉店祭拜大吉、節子，品嘗岡倉料理美食，為了怎麼善用這筆錢，開始了又一段故事。
彌生 

平常兩個孫子都忙於學業，阿良忙於園藝社活動，彌生整天從早在家待到晚，漸漸地也想找點事做。
彌生在公園裡遇到運動完的老先生與老婦人，坐在公園裡喝起飲料，萌生了想在家中開咖啡廳的念頭，遂找葉子設計。
五月 

商店街樂團的成員川上哲也往生，團練與表演只好終止了。
小真突然推著兒子小香到會計事務所，原來是貴子對於照顧兒子感到厭倦離家出走，同事力矢見此，跑到幸樂店通知小島家。五月對此表示不以為然，小愛感到心疼幫助小真照顧孩子，小島家對此感到憂心。
久子來到幸樂料理，以母親希美為由表示需要資金，五月遂將岡倉料理盈餘的100萬給了久子。
突然地，哲也的夫人與樂團團員來到幸樂料理，表達了想繼續演出的意願。
五月表面上對於孫子阿香表現得冷漠，但是私底下還是很疼著孫子，為阿香沒有貴子照顧一事念著，偷偷跑到幸樂料理的貴子，正好看到了這一幕......
貴子返家後，與小真一同親自前往小愛家將小香接回，小愛又回到幸樂料理工作。
文子

五姊妹一同於幸樂料理用餐時，規劃關島旅遊行程，提議姊妹們一同前往。但是五月因為小愛要照顧小香，放不下而無心出遊，但最終五姊妹還是一起出遊了。
葉子

與彌生討論咖啡店設計的事。
長子

2017年長子的婆婆、英作的母親─常子的狀態設定為逝世(主演的演員也在該年度往生)。
英作忙於醫療工作，由紀也到診所裡面幫忙。長子整天在診所幫不上忙，感到很寂寞，又跑回到岡倉料理幫忙，日向子對此表示反對。
英作回到診所，發現長子離開診所回岡倉料理幫忙，感到不高興；由紀為此前往岡倉料理勸說長子，並帶日向子的料理回診所，英作一見岡倉料理就微笑的品嘗起美食。
長子決心搬回診所，護士們鬆了一口氣，診所的醫生護士不再需要餐餐吃便當，英作也很高興。不過大伙正想要坐下來吃點東西，看診的電話又響了起來......

### 2018特別篇
阿勇摔倒住院，由五月陪伴照顧，姊妹們也輪流來探望，最後阿勇康復出院。
五姊妹齊聚岡倉料理祭拜大吉、節子，品嘗岡倉料理美食，分享。
彌生 

彌生前往醫院探望阿勇，與五月閒話家常。
彌生家開起咖啡廳，佐枝忙著招呼著顧客，附近的長者與民眾絡繹不絕。
從醫院回到店裡的彌生，與阿良等園藝的同好，在店裡聊了起來！
五月 

一日阿勇早起，沒叫醒沉睡中的五月，一個人走到幸樂店時，卻不慎摔倒住院。
貴子和身為長子的小真討論後，小真準備好遺產繼承放棄書，到醫院交給阿勇表示其想法。
阿勇雖然行動不便，但是仍然沒有忘了樂團的活動，依舊出席活動。
阿勇與五月將小真的遺產繼承放棄書交給小愛看，小愛前往小真家說明自己的意見，並帶著貴子到阿勇五月處，貴子對公公婆婆道歉。
文子

文子阿亨夫婦前往醫院探望阿勇後，前往咖啡廳談心。
葉子

雙胞胎姊妹迎接著葉子回家，但阿透卻沒有甚麼笑容，和葉子兩人談起遇到的事情。
長子

長子英作忙於診所的工作，有一位醫生表示想來英作這邊服務，跟英作學習......。

### 2019特別篇
幸樂店的大老闆娘往生，大夥因此齊聚在幸樂店，參加法會。
岡倉店 

五月到岡倉店以準備的料理為禮物，探望日向子、多紀與壯太等人們。岡倉料理的常客藤川昇對日向子送禮獻殷勤。阿昇向日向子提出交往的要求，日向子表示自己要繼承岡倉料理，無法與之交往。阿昇遂表示願意到岡倉料理學藝，長子等人同意阿昇的要求，加入岡倉店。
阿昇的母親芳子得知寶貝兒子跑去做料理，很不高興地到岡倉店興師問罪，阿昇表示自己的人生想要由自己的規劃；見此僵局，五月聲淚俱下地講述起自己的過往，芳子聽完後離開了岡倉店，阿昇再次表明自己想在岡倉繼續努力下去。
劇末五姊妹齊聚岡倉店，品嘗美味的岡倉料理，領取岡倉店的股東分紅。
彌生 

彌生前往醫院探視文子，與五月三人話起家常，彌生帶著五月準備的料理，回到喫茶店，阿良、阿勇與顧客齊聚店裡品嘗起火鍋料理以及五月親手做的飯糰。
五月 

年紀大了的五月體力漸漸不支，但是還是在幸樂店工作，一不小心就把餐點打翻到客人身上，小愛為此要求五月考慮自己的身體，別再幫忙，五月難過地回到二樓獨處。
幸樂店的大老闆娘往生，阿勇三兄妹與五月五姊妹等親友齊聚在幸樂店，參加希美的法會。一位律師出現，拿出希美立下的遺書，載明遺產要交給五月。
貴子與小香參加了希美的法會，五月對於媳婦貴子沒甚麼好臉色。
變成家庭主婦的五月，失去幸樂店的活，閒閒沒事下準備著大包小包的料理，跑到小真的公司去......。
小真因為前往大阪出差，未能出席希美的法會。出差回來後的小真，與貴子討論到希美法會、孝順與幸樂繼承等事，貴子向小真吐露著苦水。貴子出去不在，小真一個人在家照顧小香，又準備出門工作，拜託小愛來幫忙。小愛與阿勇不放心的到小真家探視，小真對兩人說出與貴子的矛盾。
文子 

五月來到熱鬧的旅行社，文子與阿亨為著公司的事情忙碌著。五月向文子討論起智慧型手機如何使用，阿亨於是教起五月如何使用視訊等功能。
五月與阿亨聊完回到旅行社，只見旅行社已經熄燈，店內一片漆黑，兩人正在呼喊著文子的名字時，突然發現文子倒臥於旅行社。送急診的文子急救後沒有大礙，五月因此無法回店裡用餐，小愛夫婦又要享受兩人的晚餐時間，阿勇只好跟店員們一同用餐。
葉子 

五月準備了三大盤的飯糰料理，前往醫院探視文子，遇到了來探病的葉子與阿透，四個人玩起了自拍與即時通。
長子 

長子忙完法事，回到本間診所準備餐點，英作兄妹與職員們品嘗起食物，聊起幸樂店老闆娘與生活點滴。
本間診所的人們用餐到一半，診所的電話就響起來了，由紀與護士急忙跑去患者的家中，臥床的老太太與他的兒子起了口角，由紀適時地雙方的情緒。

## 演員
岡倉家（大吉、節子家）・岡倉料理相關的人們
| 角色     | 演員                      | 介紹                                                                                                  |
| 岡倉大吉 | 宇津井健（第8季～第10季） | 節子的丈夫，彌生、五月、文子、葉子、長子的父親 演員宇津井健於2014年逝世，2015特別篇劇中定義為已過世。 |

青山家的人們
| 角色             | 演員                             | 介紹                                                            |
| 青山多紀／青山瀧 | 野村昭子（第4季～第10季）        | 「岡倉」店員，節子的朋友，久光的母親 2022年演員野村昭子中暑往生 |
| 青山久光         | 榎木孝明（第4季～第5季、第10季） | 多紀的長男，葉子的前未婚夫，光與邦光的父親                      |

森山家的人們
| 角色                | 演員                             | 介紹                                                                                           |
| 森山壯太            | 長谷川純（第5季～第10季）        | 「岡倉」店員，正造的兒子                                                                       |
| 森山正造            | 堀内正美（第6季～第8季、第10季） | 壯太的父親，第一任妻子為森山壯太的生母（第6季設定過世），第二任妻子為畠山智子（第8季設定過世） |
| 森山真優/長谷部真優 | 西原亜希（第10季）               | 里子的女兒，「岡倉」店員，壯太的妻子，本姓長谷川                                               |

野田家（長女・彌生的夫家）相關的人們
| 角色     | 演員                      | 介紹                   |
| 野田彌生 | 長山藍子（第1季～第10季） | 大吉・節子的長女       |
| 野田良   | 前田吟（第1季～第10季）   | 彌生的丈夫，花的次男   |
| 合田篤   | 小林海人（第10季）        | 勇氣的同學，野田家養子 |

野田明家的人們
| 角色     | 演員                      | 介紹                     |
| 野田勇氣 | 渡邊奏人（第8季～第10季） | 明・和夫的長男，舊姓秋葉 |

野田武志／横川佐枝相關的人們
| 角色              | 演員                                      | 介紹                                                                             |
| 野田武志          | 岩淵健（第1季～第10季）                   | 彌生・良的長男，良武的養父，第一任妻子為横川佐枝，第二任妻子未登場（僅出現聲音） |
| 野田佐枝/横川佐枝 | 馬淵英里何（第4季～第5季、第9季～第10季） | 武志的前妻/妻子，良武的母親                                                      |
| 野田良武/横川良武 | 吉田理恩（第9季～第10季）                 | 佐枝的長男，武志的養子。名字取自爺爺阿良與養父武志的名字。                       |
| 戸村              | 天宮良（第10季）                          | 佐枝工作的醫院院長，已結婚又與佐枝外遇                                           |

竹下家的人們
| 角色     | 演員               | 介紹                   |
| 竹下美雨 | 京野琴美（第10季） | 春菜的母親，阿良的助手 |
| 竹下春菜 | 小林星蘭（第10季） | 美雨的女兒，勇氣的同學 |

北川幼稚園的人們
| 角色     | 演員                             | 介紹                                 |
| 北川智子 | 水町領子（第7季～第10季）        | 北川幼稚園老師，與母親（未登場）同住 |
| 高野夏子 | 市丸和代（第8季～第10季）        | 北川幼稚園老師                       |
| 龍村初子 | 中原瞳/中原仁美（第9季～第10季） | 北川幼稚園醫生                       |

小島家（次女・五月的夫家）・幸樂料理・樂團相關的人們
| 角色     | 演員                                         | 介紹 |
| 小島五月 | 泉平子（第1季～第10季）                      | 大吉・節子的次女 |
| 小島勇   | 角野卓造（第1季～第10季）                    | 五月的丈夫，幸吉・希美的長男，樂團成員 |
| 小島希美 | 赤木春惠（第1季～第7季、第10季～2019特別篇） | 幸吉的妻子，勇・久子・邦子的母親，亦譯為小島貴美，2019特別篇定義為已過世，以遺照的方式出現在2019年的演出。 演員赤木春惠2018年因心臟病往生。 |
| 松本達夫 | 榎本達夫（第1季～第10季）                    | 「幸樂」店員 |
| 中本源太 | 山本厚太郎（第9季～第10季）                  | 阿勇老友，樂團成員，經營布店 |
| 川上哲也 | 井之上隆志（第9季～第10季）                  | 阿勇老友，華江的先生，樂團成員，經營電器行，演員井之上隆志2017年於東京辭世，同年演出以照片出現。                                            |
| 川上華江 | 天童よしみ（2017特別篇）                     | 哲也的夫人，樂團成員 |

小島真／貴子家的人們
| 角色               | 演員                             | 介紹                                   |
| 小島真             | 江成和己（第1季～第10季）        | 五月・勇的長男                         |
| 小島貴子           | 清水由紀（第9季～第10季）        | 真的妻子，道隆・直子的長女，岡倉店員   |
| 小島香             | 柳田湊大、浅田弦寿（2017特別篇） | 真・貴子的長男                         |
| 大井道隆           | 武岡淳一（第9季～第10季）        | 貴子的父親，大井精機前社長             |
| 羽山直子／大井直子 | 夏樹陽子（第9季～）              | 貴子的母親，道隆的前妻／妻子           |
| 羽山輝／大井輝     | 大川慶吾（第9季～）              | 道隆・直子的長男，貴子的弟弟，後從母姓 |

長谷部家的人們
| 角色       | 演員                 | 介紹                                             |
| 長谷部力矢 | 丹羽貞仁（第10季）   | 里子的兒子，真優的哥哥，育美的丈夫，小真的同事。 |
| 長谷部育美 | 寺島咲（2012特別篇） | 力矢的妻子，舊姓金澤                             |
| 長谷部マキ | 淡島千景（第10季）   | 力矢.育美的祖母，旅館的大老闆娘                  |
| 長谷部里子 | 坂口良子（第10季）   | 力矢.育美的母親，旅館的老闆娘                    |

吉野杏子家的人們
| 角色     | 演員                      | 介紹                                                            |
| 吉野杏子 | 澁谷飛鳥（第8季～第10季） | 東吾.秋子的次女，真的好友，丈夫為吉野家手帕店職員阿平（未登場） |
| 吉野東吾 | 篠田三郎（第8季）         | 杏子的父親                                                      |
| 吉野秋子 | 栗田陽子（第8季）         | 杏子的母親                                                      |

田口愛家的人們
| 角色   | 演員                                                                     | 介紹                     |
| 田口愛 | 吉村涼（第1季～第10季）                                                  | 五月・勇的長女，舊姓小島 |
| 田口誠 | 村田雄浩（第8季～第10季）                                                | 愛的丈夫，樂團成員       |
| 田口櫻 | 久保田櫻（第9季～第10季）→小宮未鈴（2012特別篇） →安藤美優（2017特別篇） | 誠・愛的長女             |

久子／健治相關的人們
| 角色               | 演員                                           | 介紹                                                                               |
| 山下久子／小島久子 | 澤田雅美（第1季～第2季、第7季～第10季）        | 幸吉・希美的長女，山下健治的前妻／妻子                                             |
| 山下加奈／小島加奈 | 上戶彩（第6季，第8季，第10季）                 | 久子・健治的長女，第8季計畫與美國人結婚                                            |
| 山下健治           | 岸田敏志（第1季～第2季、第4季～第8季、第10季） | 加奈、小登的父親，第一任妻子為小島久子，第二任妻子為大澤光子，第三任妻子為小島久子 |
| 大澤光子／山下光子 | 奧貫薰（第6季～第8季）                         | 山下健治的前妻／妻子                                                               |

小島邦子相關的人們
| 角色           | 演員                    | 介紹                                                                                       |
| 小島邦子       | 東照美（第1季～第10季） | 幸吉・希美的次女，第一任丈夫為小川浩介，第二任丈夫為野野下長太                             |
| 小島隆         | 森宮隆（第10季）        | 邦子・浩介的長男，舊姓小川/野野下，第二季前無此角色，在第1季與第2季的角色為小川豐、小川忠  |
| 小島美加／美佳 | 小此木麻里（第3季～）   | 邦子・浩介的長女，舊姓小川／野野下，第二季前無此角色，在第1季與第2季的角色為小川豐、小川忠 |

野野下家的人們
| 角色       | 演員                      | 介紹                                                   |
| 野野下長太 | 大和田獏（第4季～第10季） | 加津的父親，第一任妻子為結城美里，第二任妻子為小島邦子 |
| 野野下加津 | 宇野直美（第4季～第10季） | 長太・美里的長女                                       |

田島家的人們
| 角色     | 演員                      | 介紹                               |
| 田島周平 | 岡本信人（第2季～第10季） | 「幸樂」店員，聖子的丈夫           |
| 田島聖子 | 中島唱子（第4季～第10季） | 「幸樂」店員，周平的妻子，舊姓松田 |

高橋家（三女・文子的夫家）相關的人們
| 角色     | 演員                        | 介紹                               |
| 高橋文子 | 中田喜子（第1季～第10季）   | 大吉・節子的三女，阿亨的妻子／前妻 |
| 高橋亨   | 三田村邦彦（第1季～第10季） | 年子的長男，文子的丈夫/前夫        |
| 高橋望   | 冨田真之介（第1季～第10季） | 文子・亨的長男                     |

金田家的人們
| 角色     | 演員                        | 介紹                                     |
| 金田惠理 | 倉澤桃子（第6季～第7季）    | 望的女友                                 |
| 金田利子 | 山下容莉枝（第6季～第10季） | 恵理的母親，FT旅行社的職員               |
| 金田典介 | 佐藤Ｂ作（第6季～第10季）   | 恵理的父親，樂團成員，常到FT旅行社幫忙。 |

FT旅行社的人們
| 角色     | 演員                 | 介紹           |
| 堀川貞子 | 諏訪ひろ代（第10季） | FT旅行社的職員 |
| 正木道江 | 高橋礼恵（第10季）   | FT旅行社的職員 |
| 反田昭一 | 前田淳（第10季）     | FT旅行社的職員 |
| 山吹正茂 | 田辺秀昴（第10季）   | FT旅行社的職員 |

大原家（四女・葉子的夫家）的人們
| 角色     | 演員                                   | 介紹 |
| 大原葉子 | 野村真美（第1季～第10季）              | 大吉・節子的四女，前未婚夫為山口太郎及青山久光，第一任的丈夫為竹原洋次，第二任的丈夫為宗方直之，第三任的丈夫為大原透 |
| 大原透   | 德重聰（第8季～第10季）                | 葉子的丈夫 |
| 大原ゆき | 山口柚樹（第10季）->高橋寧音（2017）   | 葉子・透的雙胞胎女兒，みき的姊妹                                                                                     |
| 大原みき | 森田愛花里（第10季）->高橋乃愛（2017） | 葉子・透的雙胞胎女兒，ゆき的姊妹                                                                                     |

本間家（五女・長子的夫家）相關的人們
| 角色               | 演員                      | 介紹                                                                                                |
| 本間長子           | 藤田朋子（第1季～第10季） | 大吉・節子的五女，第一任的丈夫為遠山昌之，第二任的丈夫為本間英作                                    |
| 本間英作           | 植草克秀（第2季～第10季） | 長子的丈夫，常子的長男                                                                              |
| 本間日向子         | 大谷玲凪（第5季～第10季） | 長子・英作的長女                                                                                    |
| 本間常子／神林常子 | 京唄子（第2季～第10季）   | 英作・由紀的母親，第一任丈夫為英作.由紀的父親(未登場)，第二任丈夫為神明清明，演員2017年京唄子往生。 |
| 乃木智             | 菊池風磨（第10季）        | 日向子的小男朋友                                                                                    |

本間由紀家相關的人們
| 角色     | 演員                      | 介紹             |
| 本間由紀 | 小林綾子（第4季～第10季） | 常子的長女       |
| 本間紀彥 | 村山蒼也（第6季～第10季） | 由紀・伸彥的長男 |

旁白
| 角色 | 演員                      | 介紹                                                                      |
| 川本 | 石坂浩二（第1季～第10季） | 扮演本劇旁白，戲中演出第1季川本建設社長，代表昌之向大吉節子談與長子的婚事 |

### 過去
岡倉家／岡倉料理相關的人們
| 角色             | 演員                         | 介紹 |
| 岡倉大吉         | 藤岡琢也（第1季～第7季）     | 節子的丈夫，彌生、五月、文子、葉子、長子的父親，劇中2015特別篇過世 - 2006年10月，藤岡琢也因病去世，岡倉大吉的角色於第8季改由宇津井健演出。                      |
| 岡倉節子         | 山岡久乃（第1～3季）         | 大吉的妻子，彌生、五月、文子、葉子、長子的母親，劇中第4季過世，視劇情以照片形式出現在劇中 - 1999年2月，山岡久乃因膽管癌併發心臟病過世，該劇女主角轉為小島五月。 |
| 小宮怜子         | 池内淳子（第9季）            | 大吉的交往對象 - 2010年9月，池内淳子過世。 |
| 森山珠子         | 森光子（第1季～第9季特別篇） | 大吉的姊姊 - 2012年11月，森光子過世。 |
| 立花若／立花和歌 | 杉村春子（第1季）            | 節子的阿姨，和服店的老闆 - 1997年4月，杉村春子過世。 |
| 小出文平         | 橫田進（第2季～第3季）       | 前「岡倉」店員，小出家次男，第4季設定為回家繼承家業，戲份為宮部勉取代                                                                                           |
| 畠山智子         | 二木輝美（第7季）            | 壯太的繼母，第一任丈夫為釣魚用品公司社長，第二任丈夫為森山正造，第8季時已過世                                                                                   |

多福料理店的人們
| 角色     | 演員                       | 介紹                       |
| 塚田咲枝 | 三崎千惠子（第1季～第2季） | 「多福」老闆娘，文太的母親 |
| 塚田文太 | 長谷川哲夫（第2季）        | 咲枝的兒子                 |

阿勉相關的人們
| 角色          | 演員                     | 介紹                                                         |
| 宮部勉/大川勉 | 山田雅人（第4季～第8季） | 前「岡倉」店員，宮部家長男，比呂的贅夫，大川料理店第二代老闆 |
| 宮部笑子      | 兒玉愛（第8季）          | 宮部家長女/飯館繼承人，阿勉的妹妹                            |
| 大川比呂      | 中江里香（第8季）        | 幸兵衛.梅子的女兒，阿勉的妻子，大川料理店第二代老闆娘        |
| 大川幸兵衛    | 森本健介（第8季）        | 比呂的父親，阿勉的岳父，大川料理店老闆                       |
| 大川梅子      | 高田美和（第8季）        | 比呂的母親，阿勉的岳母，大川料理店老闆娘                     |

青山家的人們
| 角色     | 演員              | 介紹                               |
| 青山光   | 熊澤利哉（第5季） | 久光的兒子，多紀的孫子，邦光的兄弟 |
| 青山邦光 | 高崎慶佑（第5季） | 久光的兒子，多紀的孫子，光的兄弟   |

大木家的人們
| 角色     | 演員              | 介紹                                                                                                 |
| 大木忠則 | 東山紀之（第2季） | 忠信的兒子，寄居在岡倉家，附屬醫院八樓八號房失憶病患，外號「八號」，實為當畫家離家出走為歹徒襲擊住院 |
| 大木忠信 | 中條靜夫（第2季） | 忠則的父親，房地產公司老闆                                                                           |

彌生相關的人們
| 角色           | 演員                     | 介紹                                                                                            |
| 野田花／野田華 | 杉山德子（第1季～第7季） | 一譯野田叶奈，阿良的母親，故鄉位於敦賀 - 演員杉山德子於2005年(第7季)退出演藝界，2014年8月往生。 |
| 川島初枝       | 菅原チネ子（第1季）      | 聖十字醫院護士長                                                                                |
| 坂口恵美       | 高橋恵利香（第1季）      | 聖十字醫院患者                                                                                  |
| 野田明         | 山邊有紀（第1季～第8季） | 亦譯為野田明里，彌生・良的長女，前夫為秋葉和夫                                                  |

秋葉和夫家相關的人們
| 角色               | 演員                       | 介紹                                  |
| 秋葉和夫           | 倉田哲夫（第3季～第7季）   | 明的前夫，滿枝的次男                  |
| 秋葉勇氣／野田勇氣 | 山內秀馬（第5季～第8季）   | 明・和夫的長男                        |
| 秋葉梨樹／秋葉里奇 | 原緋紗子（第3季）          | 和夫・時枝的祖母，第4季時已過世       |
| 秋葉滿枝           | 木之實奈奈（第3季～第5季） | 和夫・時枝的母親，第7季時已過世       |
| 秋葉時枝           | 石野真子（第4季）          | 和夫的姊姊，滿枝的長女，第7季時已過世 |

淺田家的人們
| 角色     | 演員              | 介紹                                                                                                 |
| 淺田遙香 | 原にち佳（第8季） | 和久的女兒，勇氣的同學                                                                               |
| 淺田和久 | 深江卓次（第8季） | 游遙的父親，明里的交往對象，第一任妻子為遙香的母親（已往生，未登場），後與第二任妻子（未登場）結婚） |

米飯店的共同經營者
| 角色     | 演員                | 介紹                                     |
| 高山     | 伊藤孝雄（第5季）   | 春子的丈夫，阿良同事，米飯屋經營小組成員 |
| 春子     | 寺田路恵（第5季）   | 高山的妻子，米飯屋經營小組成員           |
| 菅野信夫 | 剛辰人（第5季）     | 玲子的丈夫，阿良同事，米飯屋經營小組成員 |
| 菅野玲子 | 上村香子（第5季）   | 信夫的妻子，米飯屋經營小組成員           |
| 櫻田敏之 | 小島敏彦（第5季）   | 圭子的丈夫，米飯屋經營小組成員           |
| 櫻田圭子 | 五十嵐惠（第5季）   | 敏之的妻子，米飯屋經營小組成員           |
| 世良     | 越智則英（第8季）   | 米飯屋經營小組成員                       |
| 荒川     | 小島敏彥（第8季）   | 米飯屋經營小組成員                       |
| 佐藤     | 小山內一雄（第8季） | 米飯屋經營小組成員                       |

龍村醫院的人們
| 角色     | 演員                     | 介紹         |
| 龍村初子 | 中原瞳/中原仁美（第6季） | 龍村醫院醫生 |
|          | 市丸和代（第6季）        | 龍村醫院護士 |

小島家・幸樂料理相關的人們
| 角色             | 演員                                          | 介紹                                                           |
| 小島幸吉         | 佐藤英夫（第1季，視劇情以遺照形式出現在劇中） | 希美的丈夫，勇・久子・邦子的父親，已過世                       |
| 元造             | 山岡八高（第1季）                             | 前「幸樂」店員                                                 |
| 山形明子／戶村幸 | 西部里菜（第3季）                             | 前「幸樂」店員，付不出餐費的顧客，真實身份為房地產業崛井家千金 |
| 早乙女圭吾       | 正木慎也（第3季）                             | 「幸樂」顧客，山形明子的男友・漫畫家，真實身份為有錢人家的公子 |
| 桐野幸/桐野佐知  | 神津千惠（第5季～第7季）                      | 前「幸樂」店員，小真的朋友                                     |
| 坂元浩次         | 池田幹（第5季～第8季）                        | 前「幸樂」店員                                                 |

城代忠信家的人們
| 角色     | 演員                     | 介紹                       |
| 城代正則 | 宮下裕治（第5季～第7季） | 忠信的兒子，小愛的前男友   |
| 城代忠信 | 神田正輝（第5季）        | 正則的父親，正則母親的贅夫 |

小島家長女久子家相關的人們
| 角色     | 演員                     | 介紹             |
| 山下加奈 | 米澤由香（第1季～第2季） | 久子・健治的長女 |
| 山下登   | 伊藤淳史（第1季～第2季） | 久子・健治的長男 |

小島家次女邦子家相關的人們
| 角色     | 演員                                         | 介紹                                                                                       |
| 小川浩介 | 別府康男（第1季～第3季）                     | 邦子的前夫                                                                                 |
| 小川豐   | 堀裕昌（第1～2季）                           | 邦子・浩介的兒子、第三季後無此角色，角色為隆・美加取代                                     |
| 小川忠   | 內田健一（第1～2季）                         | 邦子・浩介的兒子、第三季後無此角色，角色為隆・美加取代                                     |
| 小島隆   | 五十畑迅人（第3季）→田中恭平（第4季～第7季） | 邦子・浩介的長男，舊姓小川／野野下，第二季前無此角色，在第1季與第2季的角色為小川豐、小川忠 |

立石一茂家的人們
| 角色     | 演員            | 介紹                                                               |
| 立石一茂 | 橋爪淳（第3季） | 伸子的贅夫，邦子的外遇對象，已過世，生前是立石醫療機器株式會社社長 |
| 立石伸子 | 沖直未（第3季） | 一茂的妻子，立石醫療機器株式會社專務                               |

北原家的人們
| 角色     | 演員                   | 介紹                                         |
| 北原社長 | 磯部勉（第5季～第7季） | 北原設備工業社長，小島隆的老闆，「岡倉」常客 |
| 北原夫人 | 金澤喜久子（第5季）    | 北原設備工業社長夫人，小島隆的老闆娘         |

菊村家的人們
| 角色             | 演員                       | 介紹                                                                       |
| 菊村美里／菊村實 | 熊谷真實（第6季～第8季）   | 康史的妻子，野野下長太的前妻，本姓結城，菊屋老闆娘                         |
| 菊村康史         | 錦織一清（第7季～第8季）   | 佐和的長男，第一任妻子奈奈（已過世未登場），第二任妻子為結城美里，菊屋老闆 |
| 菊村佐和         | 渡邊美佐子（第7季～第8季） | 康史的母親，菊屋大老闆娘                                                   |

戶田家的人們
| 角色     | 演員                     | 介紹       |
| 戶田司   | 東新良和（第7季～第9季） | 加津的朋友 |
| 戶田弓子 | 鶴田左也香（第7季）      | 司的母親   |
| 戶田弘行 | 若山騎一郎（第7季）      | 司的父親   |

高橋家相關的人們
| 角色     | 演員                     | 介紹                                                        |
| 高橋年子 | 河內桃子（第1季～第3季） | 亨的母親，第4季已過世 - 1998年，河內桃子於第4季開播時過世。 |

朝間自然食品店的人們
| 角色       | 演員                     | 介紹                   |
| 圭子／七重 | 市丸和代（第2季～第4季） | 「朝間」自然食品店店員 |
| 里沙       | 山本真由美（第3季）      | 「朝間」自然食品店店員 |

葉子相關的人們
| 角色     | 演員                   | 介紹 |
| 宗方直之 | 井上順（第4季～第9季） | 葉子的前夫，第一任妻子已離婚（未登場），第二任妻子為岡倉葉子，與第一任妻子生了個女兒（未登場），經營投資綠色食品、房地產等 |

竹原洋次家的人們
| 角色     | 演員                | 介紹                     |
| 竹原洋次 | 唐澤壽明（第1季）   | 葉子的前夫，後另娶美國人 |
| 竹原留子 | 本山可久子（第1季） | 洋次的母親               |
| 竹原洋一 | 渡邊寬二（第1季）   | 洋次的哥哥               |

山口太郎家的人們
| 角色                           | 演員                       | 介紹                                           |
| 山口太郎                       | 船越英一郎（第1季～第8季） | 葉子的前未婚夫，政子的長男，美智的丈夫         |
| 山口政子                       | 草笛光子（第1季～第7季）   | 太郎的母親，長男為太郎，次子獨立生活（未登場） |
| 山口                           | 岸邊一彥（第1季）          | 太郎的父親，劇中未提到名字，第3季時已過世      |
| 山口夫人                       | 船喜幸子（第1季）          | 太郎的妻子(第一任)，劇中未提到名字             |
| 山口美智（太郎的妻子(第二任)） | 一路真輝（第4季～第6季）   | 太郎的妻子(第二任)                             |

長子相關的人們
| 角色     | 演員              | 介紹                                      |
| 小木文太 | 佐野大輔（第1季） | 長子網球球友兼好友                        |
| 加納龍一 | 矢野武（第1季）   | 長子網球球友兼男友，後與大木堇結婚        |
| 大木堇   | （第1季）         | 長子銀行同事兼好友，後與加納龍一結婚      |
| 佐久佑二 | 海津亮介（第2季） | 附屬醫院醫師，長子.英作同事，長子的男朋友 |

本間家的人們
| 角色       | 演員                                                  | 介紹             |
| 本間日向子 | 土江海鈴（第3季）→高塚麻衣（第3季）→日野美紀（第4季） | 長子・英作的長女 |
| 本間由紀   | 片岡京子（第2季）                                     | 常子的長女       |

河野家的人們
| 角色     | 演員              | 介紹                                                               |
| 河野     | 渡辺文雄（第2季） | 典子的父親，劇中未提到名字，城東醫大附屬醫院院長，英作父親的老朋友 |
| 河野典子 | 松本友里（第2季） | 院長的女兒，英作的未婚妻                                           |

春日家的人們
| 角色     | 演員                     | 介紹                 |
| 春日伸彥 | 葛山信吾（第5季～第8季） | 由紀的前夫，舊姓本間 |
| 春日靜子 | 大寶智子（第6季）        | 伸彥的姊姊           |

神林家相關的人們
| 角色     | 演員                     | 介紹                                                                              |
| 神林清明 | 愛川欽也（第4季～第9季） | 第一任妻子為守弘的母親（未登場），第二任妻子為英作.由紀的母親常子，劇中第10季過世 |
| 神林守弘 | 山口良一（第7季）        | 清明・清明前妻的長男，居住於岳父母家                                              |

遠山家的人們
| 角色         | 演員                        | 介紹                                     |
| 遠山昌之     | 香川照之（第1季）           | 長子的前夫，已過世                       |
| 遠山遊       | 山邊江梨（第1季～第2季）    | 昌之的女兒，長子的養女，後成為田村家養女 |
| 遠山孝男     | 芹澤名人（第2季）           | 昌之同父異母的哥哥，茂子的丈夫           |
| 遠山茂子     | 岡本茉莉（第2季）           | 昌之的大嫂，孝男的妻子                   |
| 遠山家小朋友 | 佐佐木淳、伊藤克也（第2季） | 孝男.茂子的兒子                          |

田村家的人們
| 角色     | 演員              | 介紹                                                               |
| 田村治茂 | 小島秀哉（第2季） | 遊的姨丈(生母的姐夫)、綾子的丈夫、雲仙的溫泉旅館「半水盧」的老闆   |
| 田村綾子 | 香川京子（第2季） | 遊的阿姨(生母的姐姐)、治茂的妻子、雲仙的溫泉旅館「半水盧」的老闆娘 |

### 第1季
岡倉節子相關
| 角色 | 演員                        | 介紹                                                             |
| 芳美 | 神保共子（第1季）           | 立花和歌家裡的佣人                                               |
| 道子 | 神野桃（第1季）             | 立花和歌家裡的佣人                                               |
|      | 秋山京子、大城彌生（第1季） | 女顧客，立花和歌和服店客人                                       |
|      | 瀨川芳美（第1季）           | 賣場主管，立花和歌和服店主管                                     |
| 久美 | 渡辺陽子（第1季）           | 多福料理女將                                                     |
|      | 河野郁夫（第1季）           | 廚師，任職於多福料理                                             |
| 川本 | 石坂浩二（第1季）           | 川本建設社長，代表昌之向大吉節子談與長子的婚事，亦為本劇各季旁白 |
|      | 野田準（第1季）             | 花店店員，送昌之與文子敬老節的花給節子及大吉                     |

彌生相關
| 角色           | 演員                          | 介紹           |
| 佐伯冬         | 原壽子（第1季）               | 聖十字醫院病患 |
| 稲垣光子       | 牧野和子（第1季）             | 聖十字醫院護士 |
| 信子／中村光子 | 川口圭子（第1季）             | 聖十字醫院護士 |
| 廣野百合       | 南雲由紀子（第1季）           | 聖十字醫院護士 |
| 藤枝時恵       | 佐藤典子（第1季）             | 聖十字醫院護士 |
|                | 三谷尚美、長谷川有紀（第1季） | 聖十字醫院護士 |

五月相關
| 角色 | 演員                                                      | 介紹                                     |
| 成田 | 矢島健一（第1季）                                         | 房地產公司的職員，健治的朋友/債主        |
| 中川 | 玉野井直樹（第1季）                                       | 房地產公司的職員，成田的下屬             |
|      | 内田大貴、椿基之（第1季）                                 | 測量士，成田派來丈量幸樂的土地           |
|      | 久保晶（第1季）                                           | 通夜的客人，為幸吉守靈時來致意的訪客     |
|      | 今容雄（第1季）                                           | 僧侶，為幸吉念經                         |
|      | 进藤忠（第1季）                                           | 病患，與健治在同一醫院治療               |
|      | 佐藤惠子、椎名茂、鈴木九太郎、石田純子、水森浩太（第1季） | 幸樂料理的顧客                           |
|      | 加藤亮夫（第1季）                                         | 電器店員工，搬運希美訂購的大電視機至幸樂 |

文子相關
| 角色     | 演員                      | 介紹             |
| 十波菜穗 | 田中雅子（第1季）         | 阿亨的情婦兼屬下 |
|          | 白岩久尚、茶風林（第1季） | 職員，文子的同事 |
|          | 原久美子（第1季）         | 祕書             |

葉子相關
| 角色 | 演員                          | 介紹                                       |
|      | 谷口敦、石原聰（第1季）       | 搬家公司職員，為葉子搬出岡倉家             |
|      | 石坂誠隆、宇治川理齊（第1季） | 劇團成員，為葉子搬入岡倉家的洋次友人       |
|      | 向井修（第1季）               | 服務生，服務於洋次、葉子與太郎聊天的咖啡廳 |

長子相關
| 角色       | 演員                        | 介紹                                   |
| 松井高子   | 小川夏代（第1季）           | 銀行員工，長子小堇同事                 |
| 淺野忍     | 長島純子（第1季）           | 銀行員工，長子小堇同事                 |
| 香川裕子   | 木村榮子（第1季）           | 銀行員工，長子小堇同事                 |
| 丹羽千惠子 | 齊藤典子（第1季）           | 銀行員工，長子小堇同事                 |
| 矢澤靜江   | 那須佳菜子（第1季）         | 銀行員工，長子小堇同事                 |
|            | 入江正德（第1季）           | 銀行行長，長子小堇上司                 |
| 秋枝       | 深谷操（第1季）             | 遠山昌之的管家                         |
|            | 太組富士夫（第1季）         | 昌之的屬下                             |
|            | 大川真理、前田直子（第1季） | 服裝店店員，長子昌之小遊在此店逛街購物 |

其他
| 角色 | 演員                | 介紹 |
| 幸子 | 橋本琉璃子（第1季） |      |
|      | 菊嶋廣美（第1季）   | 護士 |

### 第2季
大吉.節子相關
| 角色 | 演員                                | 介紹                                                 |
|      | 住若博之（第2季）                   | 花店員工，為彌生、五月送搞烏龍的祝賀廚師考試通過的花 |
|      | 国分太一、山口達也、城島茂          | 節子離家時一同飲酒的三人                             |
|      | 田村元治、加藤治、山口純平（第1季） | 多福料理顧客                                         |
| 広田 | 三上直也（第1季）                   | 購買多福小料理店的人                                 |
| 定夫 | 丸茂太郎（第1季）                   | 負責多福小料理店訂貨的人                             |

彌生相關
| 角色                        | 演員                                                                      | 介紹                                                 |
| 林田明                      | 伊藤隆明（第2季）                                                         | 阿良公司磐城廠員工，常與阿良一同用餐聊天             |
| 木谷真吾／木谷信吾/木谷新吾 | 山口友一郎（第2季）                                                       | 阿良公司磐城廠員工，常與阿良一同用餐聊天             |
|                             | 白岩久尚、高橋寬（第2季）                                                 | 製片公司的年輕人，協助明里自野田家搬至製片公司       |
|                             | 及川謙二（第2季）                                                         | 喫茶店服務生，阿良、彌生與明里在此店談論演色情片的事 |
|                             | 木村翠、中川瑛子、雅京子、依田英助、田海明子、水橋和夫、金野恵子（第2季） | 法式餐廳顧客                                         |
|                             | 野村信次（第2季）                                                         | 法式餐廳廚師                                         |
|                             | 及川謙二（第2季）                                                         | 法式餐廳服務生                                       |
|                             | 山吉克昌（第2季）                                                         | 區公所福利科職員，到野田家了解阿花申請養老院一事     |

五月相關
| 角色     | 演員                                                      | 介紹                                               |
|          | 大川圭、小山內一雄、石川裕司、大野英憲、森山米次（第2季） | 幸樂料理顧客                                       |
|          | 渡辺行野、栗原佳苗（第2季）                               | 幸樂料理員工，任職於希美開膽結石，五月到院看護期間 |
|          | 米倉真樹（第2季）                                         | 搬家公司員工，為久子搬運鋼琴到幸樂                 |
|          | 夏井貴浩（第2季）                                         | 壽司店員工，為久子送小登加奈的晚餐                 |
| 道子     | 立石涼子（第2季）                                         | 化妝品店顧客，因久子賣假貨而登門索賠               |
| 春山老師 | 花悠子（第2季）                                           | 小登的老師，為小登逃學一周而到幸樂做家庭訪問       |
|          | 河原田安明（第2季）                                       | 郵局快遞，送來小愛上私立女中的錄取通知             |

文子相關
| 角色 | 演員                      | 介紹           |
| 淺井 | 大原穣子（第2季）         | 朝間商店女顧客 |
| 中原 | 恩田恵美子（第2季）       | 朝間商店女顧客 |
|      | 東美江、澤柳迪子（第2季） | 朝間商店女顧客 |

葉子相關
| 角色 | 演員              | 介紹                                       |
| 川越 | 元谷浩（第2季）   | 餐廳老闆，店鋪的照明為葉子設計，太郎的好友 |
| 塩田 | 早川純一（第2季） | 照明設計師傅，葉子的照明設計工作夥伴       |
|      | 加世幸市（第2季） | 調酒師，任職於太郎.葉子聊天的繆思餐廳      |
|      | 鳥居賞也（第2季） | 服務生，任職於太郎.葉子聊天的繆思餐廳      |
|      | 及川謙二（第2季） | 服務生，任職於太郎.葉子聊天的咖啡廳        |
|      | 南英二（第2季）   | 調酒師，任職於太郎.葉子聊天的餐廳          |

長子相關
| 角色 | 演員                                                            | 介紹                                   |
|      | 氏家尚子、坂本万里子、斉藤麻里、飯塚由紀子、深谷三佐保（第2季） | 護士，任職於附屬醫院                   |
|      | 小山智子（第2季）                                               | 職員，任職於附屬醫院                   |
| 啓子 | 小野佐谷香（第2季）                                             | 附屬醫院河野院長秘書，業務交接給長子   |
|      | 林玉緒、樋渡宏嗣、伊藤榮次                                      | 電話的留言，昌之逝世當晚的答錄機留言者 |

其他
| 角色 | 演員              | 介紹   |
|      | 秋山京子（第2季） | 女顧客 |

### 第3季
大吉.節子相關
| 角色 | 演員                                                                                          | 介紹                                       |
|      | 中田博之（第3季）                                                                             | 裝潢工人，裝潢岡倉料理                     |
|      | 山崎猛、加藤治、影山英俊、金田拓三、星野元信、加藤佳男、竹內康裕、小川隆市、世古陽丸（第3季） | 岡倉料理顧客                               |
|      | 筱田薰、桑原辰旺、小寺大介、塚田若乃、上原由惠（第3季）                                       | 房地產仲介與顧客，轉賣岡倉小料理店         |
|      | 五十嵐美玲（第3季）                                                                           | 花店職員，負責送常子祝賀開店的花到岡倉料理 |

彌生相關
| 角色     | 演員              | 介紹                         |
| 川田草平 | 三上直也（第3季） | 住在岩木，要賣梨園給阿良的人 |
|          | 森川數馬（第3季） | 搬家工人，協助阿良搬離磐城   |

五月相關
| 角色   | 演員                                  | 介紹                                 |
| 中野   | 津村鷹志（第3季）                     | 立石一茂治療醫院醫務主任             |
|        | 杉澤美紀（第3季）                     | 接待小姐，任職於立石醫療機器株式會社 |
|        | 宮田光（第3季）                       | 醫生，到小島家出診                   |
| 長谷川 | 三浦勉（第3季）                       | 高中生，小愛同學，電話騷擾小愛的人   |
| 古賀   | 國分博（第3季）                       | 高中生，小愛同學，電話騷擾小愛的成員 |
| 百合   | 松下恵（第3季）                       | 高中生，小愛同學，電話騷擾小愛的首腦 |
|        | 田村元治、森山米次、白岩久尚（第3季） | 幸樂料理顧客                         |

文子相關
| 角色     | 演員                | 介紹                           |
| 太田教授 | 津嘉山正種（第3季） | 年子的主治醫師                 |
| 奥村     | 吉野由樹子（第3季） | 年子居住老人院的看護護士長     |
|          | 枝森祥子（第3季）   | 護士，任職於年子治療扭傷的醫院 |
|          | 八木昌子（第3季）   | 看護，看護年子被打傷送醫       |
|          | 宮寺康夫（第3季）   | 警察，協尋迷路的年子           |
|          | 大平日出代（第3季） | 朝間商店顧客                   |
|          | 寺岡光盛（第3季）   | 年輕人，朝間商店顧客           |

葉子相關
| 角色 | 演員            | 介紹                       |
|      | 高橋寬（第3季） | 送貨員，負責運送葉子的行李 |

長子相關
| 角色      | 演員                          | 介紹                       |
| 富美/トミ | 西岡慶子（第3季）             | 本間家的老僕人             |
| 明石      | 石井洋祐（第3季）             | 長子流産住院的醫師         |
|           | 藍口滿、澤口夏奈子（第3季）   | 護士，任職於附屬醫院       |
|           | 帕羅哈朗（英文名字）（第3季） | 經理，任職於長子用餐的餐廳 |

其他
| 角色 | 演員              | 介紹 |
|      | 鈴木耕司（第3季） | 快遞 |
|      | 中田優子（第3季） | 護士 |

### 第4季
大吉.節子相關
| 角色 | 演員 | 介紹                                                   |
|      | 小野田巧、山吉克昌、加藤治、佐佐木一哲、中川真由美、早川純一、橫尾三郎、加世幸市、大塚洋、須永慶、水橋和夫、小寺大介、筱田熏、半海一晃、瀨戶將哉、棟形壽恵、辛島咲子、中田優子、小林尚臣（第4季） | 岡倉料理的顧客                                         |
| 高木 | 剛达人（第4季） | 旅行社職員，任職於彩虹旅行社，向大吉告知節子往生的訊息 |
| 宮村 | 秋山浩一（第4季） | 旅行社職員，任職於彩虹旅行社，向大吉告知節子往生的訊息 |
|      | 小泉美保（第4季） | 花店職員，負責送岡倉料理店鋪用花                       |
|      | 渡邊陽子（第4季） | 護士，任職於大吉摔下樓治療的醫院                       |

彌生相關
| 角色     | 演員              | 介紹                                 |
| 村上哲也 | 江藤潤（第4季）   | 武志工作的車行老闆                   |
|          | 中田優子（第4季） | 護士，任職於佐枝生產的醫院           |
|          | 田海障子（第4季） | 老婦人，居住於大阪養老院，阿花的院友 |

五月相關
| 角色     | 演員                                                                | 介紹 |
| 大前定次 | 石川裕司（第4季）                                                   | 幸樂料理便當店的職員                                                                                             |
| 紺野老師 | 有安多佳子（第4季）                                                 | 小學老師，教過小真，因關心加津受教育的事來到幸樂                                                                 |
| 岡野老師 | 山本亘（第4季）                                                     | 中學老師，教導小真，因關心小真成績差的事來到幸樂                                                                 |
| 長崎峰子 | 松阪隆子（第4季）                                                   | 小真的同學─長崎清夏的母親                                                                                        |
| 奈奈     | 津田步（第4季）                                                     | 幸樂料理的員工，任職於五月去紐約處理節子後事期間                                                                 |
|          | 大橋伸子（第4季）                                                   | 面試女子，因便當店預定獨立而前來面試參與幸樂料理面試的中年女子，因年齡體力考量而未通過面試                       |
|          | 中野雄介（第4季）                                                   | 面試男子，因便當店預定獨立而前來面試參與幸樂料理面試的年輕男子，因待遇不能接受而未通過面試                       |
|          | 白岩遊馬（第4季）                                                   | 房屋仲介，因便當店預定獨立而前來幸樂料理與健治談論便當店獨立場所事宜                                             |
| 松澤     | 木之葉乃子（第4季）                                                 | 幸樂料理的顧客，看過加津日記的家長                                                                               |
| 高林     | 青山知可子（第4季）                                                 | 幸樂料理的顧客，看過加津日記的家長                                                                               |
| 安井     | 望月由香里（第4季）                                                 | 幸樂料理的顧客，看過加津日記的家長                                                                               |
|          | 淺沼晉平、佐佐木一哲、桃井政春、森川數間、大野英憲、千葉茂（第4季） | 幸樂料理的顧客                                                                                                   |
|          | 和泉珍（母親）、菊地美奈（女孩）、佐佐木朝（男孩）（第4季）         | 幸樂料理的顧客，因附近的拉麵街大排長龍，母子三人猶豫著要不要在幸樂用餐，被希美以不供餐給不懂幸樂美食為由請出了店 |
|          | 大村健次（第4季）                                                   | 討債男子，到幸樂向聖子討債                                                                                       |
|          | 杉蒲一恵（第4季）                                                   | 護士，任職於阿勇住院治療的醫院                                                                                   |
| 佐惠     | 青柳喜伊子（第4季）                                                 | 女服務生，任職於五月阿勇居住的北海道旅館                                                                         |
|          | 斉田芳巳、吉田真奈美（第4季）                                       | 小愛的同學，一同去滑雪                                                                                           |
| 田中明子 | 長谷川稀世（第4季）                                                 | 邀小愛一同去滑雪的同學─田中里美的媽媽                                                                            |
| 田中里美 | 演員姓名未公布（第4季）                                             | 邀小愛一同去滑雪的同學，受傷送院                                                                                 |
| 弘子     | 演員姓名未公布（第4季）                                             | 小愛的同學，一同去滑雪，受傷送院                                                                                 |
| 直子     | 渡邊令夏（第4季）                                                   | 小愛一同滑雪相關的人們                                                                                           |
|          | 朝倉沙友美（第4季）                                                 | 護士，任職於小愛滑雪之旅車禍送醫的醫院                                                                           |

文子相關
| 角色 | 演員                        | 介紹                                 |
|      | 納谷慶人、谷口真幸（第4季） | 學生，告知阿亨小望轉學／被開除的事情 |
|      | 森山米次（第4季）           | 警察，處理小望深夜在外遊蕩事件       |

葉子相關
| 角色     | 演員              | 介紹                                         |
|          | 米倉真樹（第2季） | 搬家公司員工，於節子七七前一日為葉子搬出岡倉 |
| 並木宗治 | 坂上忍（第4季）   | 珠子的律師，葉子的相親對象                   |

長子相關
| 角色       | 演員                                  | 介紹                                           |
| 五十嵐牧子 | 和泉雅子（第4季）                     | 清明認識的人，大吉的相親對象                   |
|            | 片岡聖子（第4季）                     | 護士，任職於英作任職的醫院                     |
|            | 森山力夫、田中啟三、藏迫泰子（第4季） | 英作的同事，與英作一起前往幸樂用餐             |
|            | 池田幹（第4季）                       | 快遞，將長子與日向子的行李從英作家送到岡倉料理 |

### 第5季
大吉.節子相關
| 角色     | 演員 | 介紹             |
| 澤村醫生 | 山口崇（第5季） | 幫大吉問診的醫生 |
|          | 加藤治、野村信次、星野晶子、芦澤孝子、加賀谷純一、高柳葉子、北島晶子、北見誠、窪園純一、酒井麻吏、小林尚臣、東啟子、大村真利枝（第5季） | 岡倉料理的顧客   |

彌生相關
| 角色 | 演員                | 介紹               |
|      | 澤口夏奈子（第5季） | 明里生產醫院的護士 |

五月相關
| 角色      | 演員 | 介紹                                               |
| 瀧映子    | 木村翠（第5季） | 幸樂的顧客，照片照到小愛擔任服務生                 |
| 大澤登    | 小宮健吾（第5季） | 創映演出公司主任經理，加津經紀人也是加津同學的爸爸 |
| 平井      | 清水邦彥（第5季） | 銀行職員，希美的專員                               |
| 鈴村高子  | 岡本茉莉（第5季） | 加津的導師                                         |
| 富美/トミ | 大路三千緒（第5季） | 希美的朋友                                         |
| 富士/ふじ | 多海明子（第5季） | 希美的朋友                                         |
|           | 山上賢治、藏迫泰子、柴田次郎、佑成秀樹、山岸利行、柴田剛、宮田廣美、中田優子、椎名泰三、堀田興生、松村時男、田代泰、今村廣則、御道由紀子、大川真理（第5季） | 幸樂料理的顧客                                     |
|           | 久米曉（第5季） | 北原工業從業員/工作人員                            |
|           | 渡邊卓、久我省吾、蒲野裕介、內海隆太（第5季） | 霸凌他人的問題高校生                               |

文子相關
葉子相關
| 角色 | 演員                | 介紹           |
|      | 佐佐木一哲（第5季） | 葉子家的管理員 |

長子相關
| 角色 | 演員              | 介紹                             |
| 美津 | 石原舞子（第5季） | 酒店媽媽桑，送喝酒打架的英作回家 |

其他
| 角色 | 演員              | 介紹 |
|      | 松村時男（第5季） | 郵差 |

### 第6季
大吉.節子相關
彌生相關
| 角色 | 演員              | 介紹                           |
|      | 原田和美（第6季） | 護士，任職於處理勇氣車禍的醫院 |
|      | 內山昂輝（第6季） | 少年，騎單車撞到勇氣           |

五月相關
| 角色       | 演員                                    | 介紹                                 |
| 中村編集長 | 大和田伸也（第6季）                     | 為加津出書的桐光出版社總編           |
| 田邊老師   | 西海真理（第6季）                       | 加津學校的老師，阻止記者到校採訪     |
| 瓜木老師   | 松村時男（第6季）                       | 加津學校的老師，阻止記者到校採訪     |
|            | 寺立夏、澤口夏奈子、和田由美子（第6季） | 家庭主婦，明里的顧客                 |
|            | 神崎智孝（第6季）                       | 急救人員，救治於胡桃酒吧被打的阿勇   |
|            | 田中允實（第6季）                       | 急救人員，救治於幸樂料理暈倒的希美   |
|            | 小林美江（第6季）                       | 記者，到學校採訪加津被拒絕           |
|            | 林和義（第6季）                         | 保全，任職於桐光出版社               |
|            | 井上夏葉（第6季）                       | 女招待，任職於加津與美里用餐的飯店   |
|            | 濱口悟（第6季）                         | 飯店前台，任職於加津與美里用餐的飯店 |
|            | 野川由美子（第6季）                     | 峯屋呉服店（和服店）老闆娘           |
|            | 廣澤恵（第6季）                         | 職員，任職於電視台，小愛的同事       |
|            | 須藤公一（第6季）                       | 場記，任職於電視台，小愛的同事       |
|            | 水野千夏（第6季）                       | 旅館的會計，美里的夥伴               |

文子相關
葉子相關
長子相關
其他
| 角色 | 演員 | 介紹   |
| 野原 | 大鹿次代（第6季）                                                                                             |        |
|      | 三原邦男、山田百貴、藥師寺順、佐藤旭、御山克博、吉岡麻由子、須永慶、菊原祐太朗、三鴨繪里子、葉山博喜（第6季） | 顧客   |
|      | 春海四方（第6季）                                                                                             | 男顧客 |
|      | 田村多賀美、木村翠、山口美代子（第6季）                                                                       | 女顧客 |

### 第7季
大吉.節子相關
| 角色 | 演員                | 介紹             |
| 勝田 | 毒蝮三太夫（第7季） | 廚師，阿勉的朋友 |

彌生相關
| 角色 | 演員              | 介紹                           |
|      | 長谷川譽（第7季） | 巡查，受理勇氣走失案           |
|      | 酒井麻吏（第7季） | 護士，任職於救治和夫自殺的醫院 |

五月相關
| 角色   | 演員                                              | 介紹                                       |
| 荒川   | 津村鷹志（第7季）                                 | 「幸樂」顧客，其女兒與加津發生校園霸凌事件 |
| 時田   | 松澤一之（第7季）                                 | 銀行課長，愛的上司                         |
| 石川保 | 若松俊秀（第7季）                                 | 愛的客戶                                   |
| 初子   | 宮内順子（第7季）                                 | 希美的朋友                                 |
| 浪江   | 久松夕子（第7季）                                 | 希美的朋友                                 |
|        | 半海一晃（第7季）                                 | 保健所職員，至幸樂宣布食物中毒事件的結果   |
|        | 水野千夏（第7季）                                 | 旅館的會計，美里的夥伴                     |
|        | 野島愛輝、梅村拓未、佐保佑樹、山口裕次郎（第7季） | 加津的同學，將幸樂的傳單亂丟一地           |

文子相關
葉子相關
長子相關
其他
| 角色 | 演員 | 介紹   |
|      | 杉村曉、渡邊陽子、河原田冶介、松村明、卜字孝雄、水森幸太、松美里杷、藤邦有子、小山亞由子、佐佐木一哲、大森博史、龜山助清（第7季） | 顧客   |
|      | 有安多佳子、增子倭文江、三谷侑未、山口美代子（第7季）                                                                             | 女顧客 |
|      | 小田崎諒平、菊地東陽、嘉永光、淺井孝行（第7季）                                                                                   | 男顧客 |

### 第8季
大吉.節子相關
| 角色 | 演員                                | 介紹                   |
| 小西 | 藥師寺順（第8季）                   | 正造自殺送院的主治醫師 |
| 健   | 桑原和星（第8季）                   | 藍天俱樂部男公關       |
| 修   | 小田學（第8季）                     | 藍天俱樂部男公關       |
|      | 須永慶、野村信次、山田百貴（第8季） | 岡倉料理顧客           |

彌生相關
| 角色     | 演員                | 介紹                     |
| 村木     | 石原舞子（第8季）   | 真美的媽媽               |
| 村木真美 | 澤田真里愛（第8季） | 幼稚園小朋友             |
| 高瀨愛   | 満薗梨奈（第8季）   | 幼稚園小朋友             |
| 時田健太 | 田中冴樹（第8季）   | 幼稚園小朋友             |
| 越間竜也 | 高橋晃（第8季）     | 幼稚園小朋友             |
| 青木     | 希野秀樹（第8季）   | 家庭宴會飲食服務的服務員 |

五月相關
| 角色     | 演員                                                            | 介紹                                                 |
| 木內     | 有安多佳子（第8季）                                             | 護士，任職於小愛產小櫻的醫院，醫護陪產時昏倒的阿誠   |
| 松永正晴 | 浅沼晋平（第8季）                                               | 松永家男主人，田口食品宅配客戶，加津在此擔任寵物保母 |
| 松永昌子 | 上村香子（第8季）                                               | 松永家女主人，田口食品宅配客戶，加津在此擔任寵物保母 |
|          | 小倉美惠子（第8季）                                             | 護士，任職於小愛產小櫻的醫院，醫護陪產時昏倒的阿誠   |
|          | 森康子、杉村曉、藤邦有子、芳岡謙二、森山米次、市原清彥（第8季） | 婚禮的賓客，參加阿誠小愛的婚禮                       |
|          | 市川勇（第8季）                                                 | 計程車司機，載運購買嬰兒用品的五月回幸樂             |
|          | 佐佐木一哲（第8季）                                             | 幸樂料理顧客                                         |

文子相關
| 角色 | 演員              | 介紹                         |
|      | 菊地美香（第8季） | 主唱，小望所屬懷舊樂隊成員   |
|      | 內田佑介（第8季） | 鍵盤手，小望所屬懷舊樂隊成員 |

葉子相關
| 角色     | 演員                      | 介紹                         |
|          | 上原由惠（第8季）         | 美容師，為嫁給阿透的葉子化妝 |
| 大原清香 | （以骨灰罈登場）（第8季） | 透.葉子的夭折胎兒            |

長子相關
| 角色 | 演員                      | 介紹                                                 |
| 池田 | 木村翠（第8季）           | 醫生，經營池田診所，常子好友，告知長子關於常子的下落 |
|      | 小野敦子、明石良（第8季） | 病患，於神林診所看診                                 |
|      | 佐伯直之（第8季）         | 郵差，為常子送家書與本間醫院收支表給英作             |
|      | 石川洋行（第8季）         | 英作的學弟，與英作一同至幸樂料理用餐                 |

### 第9季
| 角色       | 演員              | 介紹                     |
| 幼兒園家長 | 辻しのぶ（第9季） |                          |
| 高木       | 野村信次（第9季） | 米飯屋成員，送貨到岡倉店 |

### 第10季
| 角色         | 演員               | 介紹 |
| 時田         | 城全能成（第10季） |      |
| 港弘子(聲音) | 島岡花（第10季）   |      |

### 2013特別篇
| 角色 | 演員                                                 | 介紹       |
| 田中 | 神野崇（2013特別篇）                                 | 醫生       |
|      | 市井孝樹、箭內恵理子、鶴森久大、平顏恵（2013特別篇） | 英作的同事 |

### 2015特別篇
| 角色     | 演員                                                 | 介紹                     |
| 三波圭介 | 金子貴俊（2015特別篇）                               | 勇氣與良武的家教老師     |
| 平塚幹夫 | 今井稜久（2015特別篇）                               | 來野田家一同學習的小朋友 |
| 時田晴之 | 大沼柚希（2015特別篇）                               | 來野田家一同學習的小朋友 |
| 川村秀人 | 倉島春太（2015特別篇）                               | 來野田家一同學習的小朋友 |
| 平塚登志 | 比佐廉（2015特別篇）                                 |                          |
|          | 安藤輪子（2015特別篇）                               | 社員                     |
|          | 森圭吾（2015特別篇）                                 | 服務生                   |
|          | 山本哲也、山吹恭子、菅原ゆり、吉岡扶敏（2015特別篇） | 客人                     |

### 2016特別篇
| 角色 | 演員                             | 介紹                               |
| 伸子 | 栗田桃子（2016特別篇）           |                                    |
| 咲   | 山吹恭子（2016特別篇）           |                                    |
| 村田 | 辛島咲子（2016特別篇）           |                                    |
|      | 湯淺景介（2016特別篇）           | 外送(送外送給阿勇、阿誠練唱的餐點) |
|      | 內藤裕志（2016特別篇）           | 客人                               |
|      | 常住富大（2016特別篇）           | 家教                               |
|      | 岡本温子、櫻川博子（2016特別篇） | 旅行社職員                         |
|      | 篠田良也（2016特別篇）           | 男中學生                           |
|      | 松浦愛弓（2016特別篇）           | 女中學生                           |
|      | みやざこ 夏穂（2016特別篇）      | 岡倉料理的客人                     |
|      | 櫻井明美（2016特別篇）           | 岡倉料理的客人                     |
|      | 石卷美香（2016特別篇）           | 岡倉料理的客人                     |
|      | 齋藤尊史（2016特別篇）           | 岡倉料理的客人                     |

### 2017特別篇
| 角色     | 演員                     | 介紹     |
| 高野浩平 | 長谷川哲夫（2017特別篇） |          |
| 龜山作次 | 坂口芳貞（2017特別篇）   |          |
|          | 岡本茉莉（2017特別篇）   | 護士     |
| 竹野道子 | 別府康子（2017特別篇）   |          |
| 服部     | 別府康男（2017特別篇）   |          |
|          | 小山典子（2017特別篇）   | 老婦人   |
|          | 小嶋佳代子（2017特別篇） | 護士     |
| 鈴子     | 藤卷（2017特別篇）       | 護士     |
| 瀧本     | 湯淺景介（2017特別篇）   | 女中學生 |

## 劇中人物的工作場所
- 「岡倉」日式料理店

岡倉家經營的餐館，使用岡倉家的一樓，也是岡倉家的客餐廳與廚房，葉子設計的作品 。（第3季～第10季）
- 「花」喫茶店

彌生經營的咖啡廳，使用野田家的一部分，賣飲料與餐點，佐枝與阿良也會到店裡幫忙。（2018特別篇～）
- 「村上」汽車

村上哲也經營，武志工作的車行，武志居住在廠區內宿舍。 （第4季～第10季）
- 「幸樂」中華料理店

小島家/田口家經營的中華料理餐館，招牌菜為拉麵，特定時段提供送外賣與到府服務。所在大樓一樓為幸樂料理，二樓部分為小島家/田島家使用，三樓至五樓屬於都更商，田口家租用三樓。非幸樂料理店營業時段時，有時是便當店、宴會飲食服務或餃子店使用，或提供顧客包場。此外，店名的幸字取自故老闆幸吉的名諱。到了2016年，原小島家改裝成為幸樂店用餐區，保留部分改裝成阿勇五月的家。（第2季～第10季）
- 「幸樂」網路餃子廚房

久子/邦子所經營的網路餃子中央廚房，自幸樂料理獨立出來經營。（第10季）
- 「かすみ」會計師事務所

小真任職的會計師事務所。（第10季）
- 「ＴＩＨ」東京營業所

阿亨經營夏威夷旅館的東京連絡處，使用高橋家的客廳，與「ＦＴ」旅行社共用空間。 （第4季～第10季）
- 「ＦＴ」旅行社

文子經營的南美洲旅行社，ＦＴ為高橋文子（Fumiko Takahashi）的英文拼音縮寫。啟業使用高橋家的客廳，與「ＴＩＨ」東京營業所共用空間，後來旅行社擴大規模後搬入了商業大樓。 （第5季～第10季）
- 「岡倉」設計事務所→「大原」設計事務所

葉子的設計事務所（工作室），利用葉子住所的客廳，隨著葉子常搬家而搬來搬去。（第4季～第10季）
- 「神林」診所

神林家經營的診所，使用神林家的一樓。（第7季～第10季）
- 「本間」診所

本間英作經營的診所，由紀有時也在此上班，兼作為英作/長子夫婦的家。（2016特別篇～）

### 劇中人物過去的工作場所
大吉節子相關：
- 「立花」家的和服店

位於商場，立花和歌所有，節子在此工作。（第1季）
- 「多福」日式小料理店

塚田咲枝經營，大吉工作的餐館。 （第1季～第2季）
- 「岡倉」日式小料理店

大吉節子經營的餐館，山口家提供的店舖，葉子設計的作品。 （第2季～第3季）
- 「天菊」天婦羅店

新宿的天婦羅店，壯太在此工作。 （第7季）
- 「Blue Sky」藍天俱樂部

歌舞伎町的牛郎店，壯太在此工作。 （第8季）
彌生相關：
- 「聖十字」醫院

彌生工作的醫院，彌生因照顧阿花於第1季辭職。 （第1季）
- 「La mer」法式餐廳

彌生工作的法式餐廳，劇中因遇上了不景氣，彌生於第4季辭職 。（第2季～第4季）
- 「ごはんや」米飯店

彌生阿良經營的米飯製作與宅配店，後交給開店元老們經營。（第5季～第8季）
- 「北川」保育園

北川老師經營，勇氣讀書、彌生當志工的幼稚園 。2016年結束營業，北川老師改到彌生家的教室幫忙。（第7季～第10季）
- 「おむすび」飯糰車

明里經營的飯糰流動攤車，提供飯糰宅配服務，後擴大為多台飯糰車。（第6季～第8季）
- 「秋葉」家的梨園

秋葉家經營的農場，以種梨與水耕蔬菜為主，劇中描述著為當地的公司所收購。（第3季～第5季）
- 「龍村」醫院

龍村醫生經營的醫院，勇氣在此看病。（第6季）
五月相關：
- 「幸樂」中華料理店

小島家經營的餐館，店名的幸字取自幸吉的名諱，使用改建前小島家的前棟一樓，前棟二樓為幸吉希美夫婦使用，後棟是租賃的房子為阿勇五月一家使用。 （第1季）
- 「頑固星」拉麵

幸樂改裝時，五月打工/阿勇阿誠用餐的拉麵店。(特別篇)
- 「胡桃」酒吧

里美經營的酒吧，阿勇常光顧，第6季里美自酒吧辭職。（第6季）
- 「小愛」工作室

小愛經營網路工作的場所，因公司倒閉後搬至小島家二樓。（第7季）
- 「田口」食品宅配

田口誠経営，提供年長者餐點宅配到府服務，廚房設於田口誠母親友人的家中廚房，由退休者當營養師，聘請工讀生送餐，是個以理想為主不賺錢的事業。（第8季～第9季）
- 「大井」精機

大井道隆経営，小真工作的公司，第9季結束營業。（第9季）
- 「吉野」家的手帕店

吉野家經營的店鋪，後為阿平.杏子夫婦繼承，位於淺草。（第8季）
- 「くに」化妝品店

邦子/久子所經營的化妝品店，之後兼賣珠寶，使用小島家一樓的另一間店舖，該店鋪若非小島家經營時，劇中多為極光（オーロラ）喫茶店。（第2季）
- 「樂樂」洗衣店

久子/邦子所經營的洗衣店，之後開立分店，使用小島家一樓的另一間店舖，該店鋪若非小島家經營時，劇中多為極光（オーロラ）喫茶店。（第9季）
- 宴會飲食服務廚房

健治所經營的宴會飲食服務中央廚房，自幸樂料理獨立出來經營，前期為光子/健治經營，後期為久子/健治經營。（第8季）
- 「ＩＴ」建設

長太/邦子工作的建設公司，邦子負責起重機操作，後來兩人自公司辭職。（第4季）
- 「北原」設備工業

北原社長經營，小隆工作的公司。（第5季）
- 「菊屋」和菓子店

總店與工廠位於麻布，新店由康史經營，分店由佐和經營，美里所服務的和菓子店。（第7季～第9季）
文子相關：
- 食品公司

文子、阿亨工作的公司，兩人先後自公司辭職。 （第1季）
- 「朝間」綠色食品店

文子、阿亨夫婦所經營的有機食品店，第2季開始營業，第4季結束營業。 （第2季～第4季）
葉子相關：
- 照明設計事務所

葉子、洋次在此工作，兩人因搬往夏威夷自事務所辭職。（第1季）
- 「山口」商事

山口家經營，開設岡倉小料理店時，葉子、大吉常到此討論新店事宜。（第2季）
- 「久光」工作室

久光的繪畫工作室，使用青山家的客廳，葉子設計的作品。（第5季）
長子相關：
- 銀行

長子、大木堇工作的銀行，兩人先後自銀行辭職。 （第1季）
- 「病理學」研究室

由紀與副教授進行病理研究、養小白鼠的大學病理學研究室。副教授轉換跑道後，由紀也改從事婦科進修。 （第4季）
- 「城東醫科大學」附屬醫院

英作、長子工作的醫院，昌之往生的醫院，全名城東醫科大學附屬關東綜合醫院，兩人先後自醫院離職。 （第2季～第5季）
- 「本間」醫院

本間家經營的醫院，1~3樓為本間醫院，4樓是本間家，第5季時改建完工，第8季時結束營業。（第5季～第8季）
- 「北丹波町」診所

由北丹波町村民出資設立，常子工作的診所，位於京都，最後常子主動辭職。（第8季）

## 劇中人物相關的場所
- 大吉/節子家

第1季起位於東京都世田谷区弦巻6-12-9（虛構），第三季起改裝為岡倉料理，改裝期間曾一度使用幸樂料理二樓。（第1季~第10季）
- 大吉工作的公司

大吉工作的地方，包括母公司與子公司，從職員、董事、監事，最後大吉辭職離開，劇中未出現畫面。
- 河邊

岡倉料理每日食材選購的場所。
- 彌生/阿良家

第1季起位於東京都狛江市和泉本町5-4-2（虛構），隨著劇情一部分作為勇氣等小朋友的教室，一部分作為植木屋的置材室，一部分改裝為花喫茶店。（第1季~第10季）
- 阿良工作的公司

阿良工作的地方，從職員、磐城廠廠長、領導，最後阿良辭職離開，劇中未出現畫面。
- 植木屋

阿良的園藝社團，一夥同好一同研究園藝。
- 大阪養老院

阿花居住的養老院，由阿良的兄嫂出錢為阿花安排一房間。
- 五月/阿勇家

第2季起位於東京都新宿区曙橋5-3-2（虛構），原先位於幸樂料理後棟，前棟二樓為希美/幸吉夫婦使用，前棟一樓為幸樂料理。第2季配合幸樂料理改建後，一樓作為幸樂料理，幸樂料理二樓的一半為五月阿勇家，希美也住一起，2016年起改裝為幸樂料理用餐區，僅保留部分作為阿勇五月夫婦家；另一半空間原先規劃給山下家使用，劇中先後做為山下（久子）家/邦子家/岡倉家/野野下家/田島家使用。（第1季~第10季）
- 極光（オーロラ）喫茶店

小島家一樓的另外一間店鋪，當劇中邦子久子經營化妝品店或洗衣店時會使用該店鋪，以外的劇集該店鋪多為喫茶店，劇中人物偶爾會在此喝茶聊天。
- 商店街樂團

阿勇、阿誠與商店街同好合組的樂團，一起練習與演出。
- 文子/阿亨家

第4季起位於東京都目黒区上目黒6-21-3-702（虛構），最初兩人居住於購買的公寓內，後來搬到年子家，於兩人第二次結婚後搬遷至此，客廳兼做夫妻各自經營的TIH旅館東京辦事處與FT旅行社辦公室。（第1季~第10季）
- 夏威夷旅館

阿亨經營的夏威夷旅館，劇中未出現畫面。
- 懷舊樂團/吉他樂團

小望參加的樂團，從一開始四處義演的樂團，後來成為街頭表演樂團，最後是登台表演出唱片的樂團。（第4季~第8季）
- 葉子家

隨著劇情搬來搬去，客廳兼做為葉子的書房、設計工作室與設計師事務所。葉子收入不佳時，會搬回東京都世田谷区弦巻6-12-9（虛構）的岡倉家二樓。葉子初期與太郎同居，中期與政子、直之同住，後期與阿透成家。
- 下田公寓

葉子直之負責的建案，劇中未出現畫面。
- NAO企業設計公司

宗方直之經營的公司，大原透/葉子在此工作，劇中未出現畫面。
- 長子/英作家

第3季起位於東京都世田谷区弦巻6-12-9（虛構）岡倉家二樓，同時作為長子的小說翻譯工作室，此處也是長子的娘家，期間因工作與家庭等關係曾多次搬進搬出，曾使用過大阪本間家、東京本間家（公寓）、神林家、英作診所。（第1季~第10季）
- 急救中心

英作工作的場所，劇中未出現畫面。
- 翻譯小說出版社

長子在家翻譯小說交稿的出版社，劇中未出現畫面。

## 劇情相關
- 重要人物變更：本劇從開始演出後，播放時間很長，演員數量非常多，因此幕前幕後各部的人事物時有變化。
  - 岡倉節子的演員辭去演出，因此在劇中第四季赴美旅遊時因病過世，實際的演員不久後也因病過世，戲分由青山多紀代替。
  - 岡倉大吉於第八季起更換演員，原本的演員不久後過世，到了2014年更替的演員也逝世，導致2015年演出分岡倉大吉遺產的戲碼。
  - 邦子與浩介夫婦原本為二個男孩(豐與忠)，在久子一家離開後，變成一男一女(隆與美加)。
  - 常子的工作有時設定為助產士，有時是醫生。
  - 劇中人物的年齡差距也常常不定，如彌生與五月就變更了四次。
  - 配角演員常在各季演出多個角色，例如市丸和代在劇中就是演了3～4個角色。

## 工作人員
- 劇本：橋田壽賀子
- 音樂：羽田健太郎
- 導演：井下靖央、川俣公明、山崎恒成、吉川厚志
- 制作人：石井福子

## 收視率

### 一般版
- 第1季：1990年10月11日～1991年9月26日（共48集、平均收視率18.2%）
- 第2季：1993年4月15日～1994年3月31日（共49集、平均收視率23.8%）
- 第3季：1996年4月4日～1997年3月27日（共50集、平均收視率26.6%）
- 第4季：1998年10月1日～1999年9月30日（共51集、平均收視率24.7%）
- 第5季：2000年10月5日～2001年9月27日（共50集、平均收視率24.3%）這一季為高畫質製作
- 第6季：2002年4月4日～2003年3月27日（共51集、平均收視率23.5%）
- 第7季：2004年4月1日～2005年3月31日（共51集、平均收視率18.2%）
- 第8季：2006年4月6日～2007年3月29日（共50集、平均收視率18.2%）
- 第9季：2008年4月3日～2009年3月26日（共49集、平均收視率14.1%）
- 第10季：2010年10月14日～2011年9月29日（共47集、平均收視率13.7%）
- 特别季1 (2012)：2012年9月17日～2012年9月24日（共2集、平均收視率12.5%）這一季為高畫質製作
- 特别季2 (2013)：2013年5月27日～2013年6月3日（共2集、平均收視率14.5%）這一季為高畫質製作
- 特别季3 (2015)

### 第九季收視率
| 集數            | 播出時間       | 演出       | 收視率 |
| --------------- | -------------- | ---------- | ------ |
| 第1回           | 2008年4月3日   | 清弘誠     | 16.0％ |
| 第2回           | 2008年4月10日  | 荒井光明   | 12.0％ |
| 第3回           | 2008年4月17日  | 荒井光明   | 14.5％ |
| 第4回           | 2008年4月24日  | 竹之下寛次 | 13.9％ |
| 第5回           | 2008年5月1日   | 清弘誠     | 13.2％ |
| 第6回           | 2008年5月8日   | 清弘誠     | 12.4％ |
| 第7回           | 2008年5月15日  | 荒井光明   | 12.6％ |
| 第8回           | 2008年5月22日  | 荒井光明   | 12.6％ |
| 第9回           | 2008年5月29日  | 竹之下寛次 | 13.9％ |
| 第10回          | 2008年6月5日   | 竹之下寛次 | 12.2％ |
| 第11回          | 2008年6月12日  | 清弘誠     | 12.9％ |
| 第12回          | 2008年6月19日  | 清弘誠     | 14.0％ |
| 第13回          | 2008年6月26日  | 荒井光明   | 14.4％ |
| 第14回          | 2008年7月3日   | 荒井光明   | 11.0％ |
| 第15回          | 2008年7月10日  | 清弘誠     | 12.4％ |
| 第16回          | 2008年7月17日  | 清弘誠     | 13.1％ |
| 第17回          | 2008年7月24日  | 竹之下寛次 | 12.5％ |
| 第18回          | 2008年7月31日  | 竹之下寛次 | 12.5％ |
| 第19回          | 2008年8月7日   | 山崎統司   | 12.7％ |
| 第20回          | 2008年8月21日  | 清弘誠     | 10.7％ |
| 第21回          | 2008年8月28日  | 清弘誠     | 14.1％ |
| 第22回          | 2008年9月4日   | 山崎統司   | 13.1％ |
| 第23回          | 2008年9月11日  | 竹之下寛次 | 14.0％ |
| 第24回          | 2008年9月18日  | 荒井光明   | 15.1％ |
| 第25回          | 2008年9月25日  | 荒井光明   | 11.8％ |
| 第26回※         | 2008年10月2日  | 清弘誠     | 16.2％ |
| 第27回          | 2008年10月9日  | 荒井光明   | 14.4％ |
| 第28回          | 2008年10月16日 | 竹之下寛次 | 13.1％ |
| 第29回          | 2008年10月23日 | 竹之下寛次 | 13.5％ |
| 第30回          | 2008年10月30日 | 荒井光明   | 14.3％ |
| 第31回          | 2008年11月6日  | 荒井光明   | 13.9％ |
| 第32回          | 2008年11月13日 | 山崎統司   | 15.3％ |
| 第33回          | 2008年11月20日 | 荒井光明   | 12.0％ |
| 第34回          | 2008年11月27日 | 荒井光明   | 14.6％ |
| 第35回          | 2008年12月4日  | 竹之下寛次 | 15.0％ |
| 第36回          | 2008年12月11日 | 竹之下寛次 | 14.9％ |
| 第37回          | 2008年12月18日 | 荒井光明   | 14.4％ |
| 第38回※         | 2009年1月8日   | 荒井光明   | 15.0％ |
| 第39回          | 2009年1月15日  | 山崎統司   | 15.1％ |
| 第40回          | 2009年1月22日  | 竹之下寛次 | 15.8％ |
| 第41回          | 2009年1月29日  | 竹之下寛次 | 15.9％ |
| 第42回          | 2009年2月5日   | 荒井光明   | 15.5％ |
| 第43回          | 2009年2月12日  | 荒井光明   | 16.6％ |
| 第44回          | 2009年2月19日  | 清弘誠     | 16.3％ |
| 第45回          | 2009年2月26日  | 清弘誠     | 15.4％ |
| 第46回          | 2009年3月5日   | 山﨑統司   | 13.8％ |
| 第47回          | 2009年3月12日  | 竹之下寛次 | 14.6％ |
| 第48回          | 2009年3月19日  | 荒井光明   | 13.1％ |
| 第49回※         | 2009年3月26日  | 清弘誠     | 17.9％ |
| ※兩小時特別節目 |                |            |        |

### 最終季收視率
| 集數   | 播出時間       | 演出     | 收視率 |
| ------ | -------------- | -------- | ------ |
| 第1回※ | 2010年10月14日 | 清弘誠   | 13.3％ |
| 第2回  | 2010年10月21日 | 清弘誠   | 10.8%  |
| 第3回  | 2010年10月28日 | 荒井公明 | 12.0%  |
| 第4回  | 2010年11月11日 | 荒井公明 | 11.4%  |
| 第5回  | 2010年11月18日 | 清弘誠   | 11.8%  |
| 第6回  | 2010年11月25日 | 清弘誠   | 11.7%  |
| 第7回  | 2010年12月2日  | 清弘誠   | 11.1%  |
| 第8回  | 2010年12月9日  | 荒井光明 | 12.0%  |
| 第9回  | 2010年12月16日 | 荒井光明 | 11.9%  |
| 第10回 | 2010年12月23日 | 山﨑統司 | 13.7%  |
| 第11回 | 2011年1月6日   | 清弘誠   | 15.1%  |
| 第12回 | 2011年1月13日  | 清弘誠   | 12.1%  |
| 第13回 | 2011年1月20日  | 荒井光明 | 12.5%  |
| 第14回 | 2011年1月27日  | 荒井光明 | 13.7%  |
| 第15回 | 2011年2月3日   | 清弘誠   | 12.7%  |
| 第16回 | 2011年2月10日  | 清弘誠   | 13.4%  |
| 第17回 | 2011年2月17日  | 山﨑統司 | 13.4%  |
| 第18回 | 2011年2月24日  | 清弘誠   | 13.7%  |
| 第19回 | 2011年3月3日   | 清弘誠   | 13.4%  |
| 第20回 | 2011年3月10日  | 荒井光明 | 15.2%  |
| 第21回 | 2011年3月17日  | 荒井光明 | 11.5%  |
| 第22回 | 2011年3月24日  | 清弘誠   | 12.5%  |
| 第23回 | 2011年4月7日   | 清弘誠   | 13.1%  |
| 第24回 | 2011年4月14日  | 荒井光明 | 11.9%  |
| 第25回 | 2011年4月21日  | 荒井光明 | 13.2%  |
| 第26回 | 2011年4月28日  | 山﨑統司 | 13.5%  |
| 第27回 | 2011年5月5日   |          | 12.5%  |
| 第28回 | 2011年5月12日  |          | 13.9%  |
| 第29回 | 2011年5月19日  | 山﨑統司 | 14.0%  |
| 第30回 | 2011年5月26日  | 山﨑統司 | 14.1%  |
| 第31回 | 2011年6月2日   | 荒井光明 | 13.5%  |
| 第32回 | 2011年6月9日   | 荒井光明 | 15.2%  |
| 第33回 | 2011年6月16日  | 清弘誠   | 15.6%  |
| 第34回 | 2011年6月23日  | 清弘誠   | 13.0%  |
| 第35回 | 2011年6月30日  | 荒井光明 | 12.4%  |
| 第36回 | 2011年7月7日   | 荒井光明 | 13.5%  |
| 第37回 | 2011年7月14日  | 清弘誠   | 13.3%  |
| 第38回 | 2011年7月21日  | 清弘誠   | 12.7%  |
| 第39回 | 2011年7月28日  | 清弘誠   | 14.0%  |
| 第40回 | 2011年8月4日   | 山﨑統司 | 13.0%  |
| 第41回 | 2011年8月11日  | 荒井光明 | 14.7%  |
| 第42回 | 2011年8月18日  | 荒井光明 | 13.8%  |
| 第43回 | 2011年8月25日  | 清弘誠   | 14.9%  |
| 第44回 | 2011年9月8日   | 荒井光明 | 15.2%  |
| 第45回 | 2011年9月15日  | 山﨑統司 | 15.3%  |
| 第46回 | 2011年9月22日  | 清弘誠   | 16.5%  |
| 第47回 | 2011年9月29日  | 清弘誠   | 22.2%  |

### 特别季收視率
| 集數  | 播出時間      | 演出   | 收視率 |
| ----- | ------------- | ------ | ------ |
| 第1回 | 2012年9月17日 | 清弘誠 | 11.8％ |
| 第2回 | 2010年9月24日 | 清弘誠 | 14.0%  |

### 特別版（單集播放）
- 1994年9月29日
- 1995年12月28日
- 1999年12月23日（「冷暖人間」二時間年末特別企画、收視率23.0%）
- 2000年4月6日（「冷暖人間」春の二時間スペシャル、收視率20.9%）
- 2004年1月2日
- 2006年12月28日（「冷暖人間・来年も続きますよSP」、收視率14.8%）
- 2009年1月8日
- 2012年9月17日（「冷暖人間」ただいま!!2週連続スペシャル　前篇、收視率11.8%）
- 2012年9月24日（「冷暖人間」ただいま!!2週連続スペシャル　前篇、收視率13.9%）
- 2013年5月27日（「冷暖人間」2013年2時間スペシャル　後篇、收視率13.5%）
- 2013年6月3日（「冷暖人間」2013年2時間スペシャル　後篇、收視率15.6%）
- 2015年2月16日（「冷暖人間」2015年SP　前篇）
- 2015年2月23日（「冷暖人間」2015年SP　後篇）

## 播出時間

### 首播
| 所在地 | 頻道              | 播映日期 | 備註                             |
| ------ | ----------------- | --- | -------------------------------- |
| 臺灣   | 國興衛視          | 第1季─第5季：2001年4月6日 - 2001年月日 2003年3月21日 - 2003年7月30日 | 語言：日本原音（第五季國語配音） |
| 臺灣   | 八大戲劇台        | 第1季─第6季：2004年5月5日 - 2005年8月11日 | 語言：國語配音 集數：331集       |
| 臺灣   | 緯來戲劇台        | 第7季：2006年11月30日 - 2007年2月20日 | 語言：國語配音 集數：59集        |
| 臺灣   | 緯來綜合台        | 第6季：2022年11月16日 - | 語言：中日雙語 集數：            |
| 臺灣   | 東森戲劇台        | 第1季─第6季：2015年4月24日 -2015年12月8日 | 語言：國語配音 集數：319集       |
| 中国   | 中央電視臺第8頻道 | 第1季：2008年1月3日 - 第2季：2008年2月 - 第3季：2008年6月9日 - 2008年7月5日 第4季：2008年12月19日 - 2009年1月6日 第5季：2010年1月4日 - 2010年1月30日 第6季：2010年7月20日 - 2010年8月12日 第7季：2011年3月22日 - 2011年4月9日 第8季：2011年12月 - | 語言：國語配音                   |

## 獎項
第70回日劇學院賞 特別獎 （冷暖人間 第十季）

## 外部連結
- 冷暖人間官方網站（页面存档备份，存于）（日語）
- 緯來戲劇台《冷暖人間 - 第7季》官方網站（页面存档备份，存于）（繁體中文）
- 緯來綜合台官方網站（繁體中文）
- 互联网电影数据库（IMDb）上《冷暖人間》的资料（英文）

## 節目的變遷

### 日本
| 日本 TBS TBS週四9時連續劇                        | 日本 TBS TBS週四9時連續劇                   | 日本 TBS TBS週四9時連續劇                        |
| ------------------------------------------------ | ------------------------------------------- | ------------------------------------------------ |
|                                                  | 冷暖人間 第1季 （1990.10.11 - 1991.09.26）  |                                                  |
| 藝能社會 （1990.07.5 - 1990.09.27）              | ひとりっ子物語 （1991.10.17 - 1991.12.26）  |                                                  |
| 家栽的人 （1993.01.07 - 1991.03.25）             | 冷暖人間 第2季 （1993.04.15 - 1994.03.31）  | 飯店一族3 （1994.04.14 - 1991.09.22）            |
| 3年B組金八先生 第4季 （1995.10.12 - 1996.03.28） | 冷暖人間 第3季 （1996.04.04 - 1997.03.27）  | 新幹線'97戀物語 （1997.04.03 - 1997.06.26）      |
| 你不孤单 （1998.07.02 - 1998.09.17）             | 冷暖人間 第4季 （1998.10.01 - 1999.09.30）  | 3年B組金八先生 第5季 （1999.10.14 - 2000.03.30） |
| 20歲的結婚 （2000.07.06 - 2000.09.14）           | 冷暖人間 第5季 （2000.10.05 - 2001.09.27）  | 3年B組金八先生 第6季 （2001.10.11 - 2002.03.28） |
| 3年B組金八先生 第6季 （2001.10.11 - 2002.03.28） | 冷暖人間 第6季 （2002.04.04 - 2003.03.27）  | 爸氣十足 （2003.04.10 - 2003.06.19）             |
| 上班族金太郎4 （2004.01.15 - 2004.03.18）        | 冷暖人間 第7季 （2004.04.01 - 2005.03.31）  | 在梦中相见 （2005.04.14 - 2005.06.23）           |
| 白夜行 （2006.01.12 - 2006.03.23）               | 冷暖人間 第8季 （2006.04.06 - 2007.03.29）  | 夫婦道 （2007.04.12 - 2007.06.21）               |
| 3年B組金八先生第8季 （2007.10.11 - 2008.03.20）  | 冷暖人間 第9季 （2008.04.03 - 2009.03.26）  | 廢除 【改至水曜劇場】                            |
| 笑撃!One Phrase （2010.08.12 - 2008.09.16）      | 冷暖人間 第10季 （2010.10.14 - 2011.09.29） | 逃亡～為了所愛的你 （2011.10.27 - 2011.12.22）   |

| 日本 TBS 21:00 - 22:54 | 日本 TBS 21:00 - 22:54                          | 日本 TBS 21:00 - 22:54 |
| ---------------------- | ----------------------------------------------- | ---------------------- |
|                        | 冷暖人間 2012特別篇 （2012.09.17 - 2012.09.24） |                        |
| —                      | —                                               |                        |
| 21:00 - 22:54          |                                                 |                        |
| —                      | 冷暖人間 2013特別篇 （2013.05.27 - 2013.06.03） | —                      |
| 21:00 - 22:54          |                                                 |                        |
| —                      | 冷暖人間 2015特別篇 （2015.02.16 - 2015.02.23） | —                      |
| 21:00 - 22:48          |                                                 |                        |
| —                      | 冷暖人間 2016特別篇 （2016.09.18 - 2016.09.19） | —                      |

### 臺灣
| 臺灣 國興衛視 星期一至五 21:00 - 22:00                      | 臺灣 國興衛視 星期一至五 21:00 - 22:00    | 臺灣 國興衛視 星期一至五 21:00 - 22:00                                |
| ----------------------------------------------------------- | ----------------------------------------- | --------------------------------------------------------------------- |
|                                                             | 冷暖人間 （2001年4月6日－）               |                                                                       |
| —                                                           | —                                         |                                                                       |
| 星期一至五 22:00 - 23:00 3月27日起 星期一至五 20:00 - 21:00 |                                           |                                                                       |
| —                                                           | 冷暖人間 （2003年3月21日－2003年7月30日） | 生活一級棒（十點）幼稚園戰爭（八點） （2003年7月31日－2003年8月27日） |

| 臺灣 八大戲劇台 每週一至週五 19:00 - 20:00 · 5月24日起，改為23:00 - 24:00 | 臺灣 八大戲劇台 每週一至週五 19:00 - 20:00 · 5月24日起，改為23:00 - 24:00                   | 臺灣 八大戲劇台 每週一至週五 19:00 - 20:00 · 5月24日起，改為23:00 - 24:00 |
| ------------------------------------------------------------------------- | ------------------------------------------------------------------------------------------- | ------------------------------------------------------------------------- |
|                                                                           | 冷暖人間 第1季～第6季 （2004年5月5日－2005年8月11日）                                       |                                                                           |
| 那女人的家 （19:00 - 20:00）順風婦產科（重播） （23:00 - 24:00）          | 射星（重播） （19:00 - 20:00）冷暖人間（重播） 第1季～第6季 （2005年8月12日－2005年9月6日） |                                                                           |

| 臺灣 緯來戲劇台 每週一至週五 19:00 - 20:00 · 2007年1月17日起，改為17:00 - 18:00 | 臺灣 緯來戲劇台 每週一至週五 19:00 - 20:00 · 2007年1月17日起，改為17:00 - 18:00 | 臺灣 緯來戲劇台 每週一至週五 19:00 - 20:00 · 2007年1月17日起，改為17:00 - 18:00 |
| ------------------------------------------------------------------------------- | ------------------------------------------------------------------------------- | ------------------------------------------------------------------------------- |
|                                                                                 | 冷暖人間 第7季 （2006年11月30日－2007年2月20日）                                |                                                                                 |
| —                                                                               | —                                                                               |                                                                                 |

| 臺灣 東森戲劇台 每週一至五 18:00 - 20:00 · 12月2日起，縮短為18:00 - 19:00 | 臺灣 東森戲劇台 每週一至五 18:00 - 20:00 · 12月2日起，縮短為18:00 - 19:00 | 臺灣 東森戲劇台 每週一至五 18:00 - 20:00 · 12月2日起，縮短為18:00 - 19:00 |
| ------------------------------------------------------------------------- | ------------------------------------------------------------------------- | ------------------------------------------------------------------------- |
|                                                                           | 冷暖人間 第1季-第6季 （2015年4月24日－2015年12月8日）                     |                                                                           |
| 阿信（重播）                                                              | 鬼太郎之妻 （2015年12月2日－2016年1月12日）                               |                                                                           |

| 臺灣 緯來綜合台 每週一至週五 20:00 - 21:00 · （1月2日、1月19日至27日停播） | 臺灣 緯來綜合台 每週一至週五 20:00 - 21:00 · （1月2日、1月19日至27日停播） | 臺灣 緯來綜合台 每週一至週五 20:00 - 21:00 · （1月2日、1月19日至27日停播） |
| -------------------------------------------------------------------------- | -------------------------------------------------------------------------- | -------------------------------------------------------------------------- |
|                                                                            | 冷暖人間 第6季 （2022年11月15日－2023年2月10日）                           |                                                                            |
| 阿信（重播）                                                               | 她們家的故事 （2023年6月8日－）                                            |                                                                            |

### 中國
| 中国中央電視臺第8頻道 | 中国中央電視臺第8頻道            | 中国中央電視臺第8頻道 |
| --------------------- | -------------------------------- | --------------------- |
|                       | 冷暖人間 第1季 （2008.01.03 - ） |                       |
| —                     | —                                |                       |

| 中国中央電視臺第8頻道 | 中国中央電視臺第8頻道          | 中国中央電視臺第8頻道 |
| --------------------- | ------------------------------ | --------------------- |
|                       | 冷暖人間 第2季 （2008.02. - ） |                       |
| —                     | —                              |                       |

| 中国中央電視臺第8頻道 | 中国中央電視臺第8頻道                      | 中国中央電視臺第8頻道 |
| --------------------- | ------------------------------------------ | --------------------- |
|                       | 冷暖人間 第3季 （2008.06.09 - 2008.07.05） |                       |
| —                     | —                                          |                       |

| 中国中央電視臺第8頻道 | 中国中央電視臺第8頻道                      | 中国中央電視臺第8頻道 |
| --------------------- | ------------------------------------------ | --------------------- |
|                       | 冷暖人間 第4季 （2008.12.19 - 2009.01.06） |                       |
| —                     | —                                          |                       |

| 中国中央電視臺第8頻道 | 中国中央電視臺第8頻道                      | 中国中央電視臺第8頻道 |
| --------------------- | ------------------------------------------ | --------------------- |
|                       | 冷暖人間 第5季 （2010.01.04 - 2010.01.30） |                       |
| —                     | —                                          |                       |

| 中国中央電視臺第8頻道 | 中国中央電視臺第8頻道                      | 中国中央電視臺第8頻道 |
| --------------------- | ------------------------------------------ | --------------------- |
|                       | 冷暖人間 第6季 （2010.07.20 - 2010.08.12） |                       |
| —                     | —                                          |                       |

| 中国中央電視臺第8頻道 | 中国中央電視臺第8頻道                      | 中国中央電視臺第8頻道 |
| --------------------- | ------------------------------------------ | --------------------- |
|                       | 冷暖人間 第7季 （2011.03.22 - 2011.04.09） |                       |
| —                     | —                                          |                       |

| 中国中央電視臺第8頻道 | 中国中央電視臺第8頻道         | 中国中央電視臺第8頻道 |
| --------------------- | ----------------------------- | --------------------- |
|                       | 冷暖人間 第8季 （2011.12 - ） |                       |
| —                     | —                             |                       |

1. ↑  2005年9月7日起，改為15:00~16:00播出